# Hyacinthe Rigaud
François Hyacinthe Rigaud (Perpiñán; 18 de julio de 1659-París; 29 de diciembre de 1743) fue un pintor francés especializado en el retrato.
Fue el pintor de retratos más importante de la corte de Luis XIV de Francia. Su instinto para encontrar poses impresionantes y una presentación grandiosa se ajustaba perfectamente a los deseos de los miembros de la realeza, embajadores, clérigos y cortesanos que posaron para él. En 1682 se le otorgó el Premio de Roma.
Los cuadros de Rigaud capturan con gran exactitud el parecido de los vestidos y detalles del fondo, por lo que constituyen un documento preciso de la moda de la época. Su cuadro más famoso es el Retrato de Luis XIV de 1701, el cual se exhibe en el Museo del Louvre de París.
Para Jacques Thuillier, profesor en el Collège de France, «Hyacinthe Rigaud fue uno de esos pintores franceses que alcanzaron la mayor celebridad como retratistas bajo el Antiguo Régimen. Merecía esa admiración tanto por la sorprendente abundancia de su obra como por su constante perfección.»
Rigaud debe su fama a la fidelidad de la dinastía de los Borbones, de los que pintó retratos de cuatro generaciones. Lo fundamental de su clientela lo obtuvo en los más ricos ambientes, entre los burgueses, financieros, nobles, industriales y ministros. Su obra ofrece una galería de retratos casi completa de los dirigentes del reino de Francia entre 1680 y 1740. No obstante, una parte minoritaria de su producción está compuesta por personajes más discretos: familiares, amigos, artistas o simples comerciantes.
Indisociable de su retrato de Luis XIV, Rigaud frecuentó a todos los grandes embajadores de su época y a algunos monarcas europeos. El número exacto de cuadros pintados por este artista sigue siendo muy discutido, puesto que su catálogo es muy amplio, pero los especialistas coinciden en que tuvo más de un millar de modelos diferentes. A ello se añade el elevado número de copias registradas en el dietario del artista, en el que además no se mencionan cientos de otros lienzos recuperados desde su publicación en 1919.
Nieto de pintores doradores del Rosellón, formado en el taller de sastre de su padre, Hyacinthe Rigaud perfecciona esta formación con Antoine Ranc en Montpellier a partir del año 1671, antes de llegar a Lyon cuatro años después. En estas dos ciudades es donde se familiariza con la pintura flamenca, holandesa e italiana, la de Rubens, Van Dyck, Rembrandt o Tiziano, cuyas obras coleccionará más tarde.
Ya en París en 1681, obtiene el Premio de Roma en 1682 pero, siguiendo los consejos de Charles Le Brun, no viaja a Roma. A partir de su admisión en la Academia real de Pintura y Escultura en 1700, escala todos los grados de esta institución hasta su dimisión en 1735.
Según el escritor de arte francés Louis Hourticq «al morir, Rigaud deja una galería de grandes personajes con los cuales nuestra imaginación puebla hoy la Galería de los Espejos; Rigaud es necesario para la gloria de Luis XIV y participa en el resplandor de un reinado cuya majestad documentó.» Verdaderas «fotografías», rostros que Diderot describió como «cartas de recomendación escritas en un lenguaje común a todos los hombres», las obras de Rigaud pueblan hoy los museos más importantes del mundo.
En el año 1709 fue hecho noble en su ciudad natal, Perpiñán. En 1727 fue nombrado caballero de la Orden de San Miguel, y murió en París el 29 de diciembre de 1743.

## Biografía

### Perpiñán
Nació como Híacint Francesc Honrat Mathias Pere Martyr Andreu Joan Rigau-Ros i Serra en Perpiñán, ciudad española entonces, pues todavía pertenecía a los dominios del Conde de Barcelona, y que pasó a dominio francés el 7 de noviembre de 1659 por el tratado de los Pirineos, poco después de su nacimiento.

#### Contexto y ascendencia
«Jyacintho Rigau» entra en el Grand Siècle con su nombre catalán aún, bautizado así en la antigua catedral Saint-Jean-Baptiste de Perpiñán el 20 de julio de 1659. Nacido dos días antes en la calle de la Porte d'Assaut, Rigaud todavía no es francés porque el Rosellón y la Cerdaña no se anexionan a Francia hasta el 7 de noviembre siguiente, gracias al Tratado de los Pirineos, que pone fin a las luchas que enfrentaban a Francia con los Habsburgo de España desde 1635 y que concluyen con el matrimonio de Luis XIV con la infanta María Teresa de España.

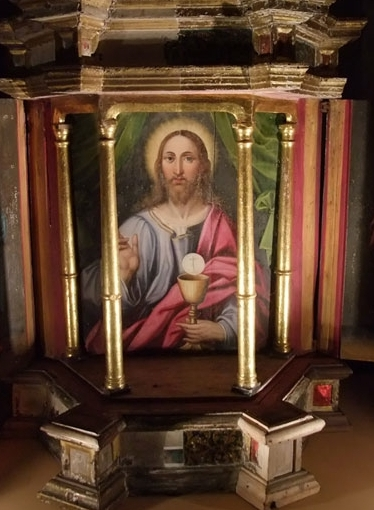
Sagrario de la iglesia de Palau-del-Vidre. 1609, por Honorat Rigau.

El padre de Hyacinthe, Josep Matias Pere Ramon Rigau, sastre en la parroquia de Saint-Jean de Perpiñán, «también pintor», desciende de un linaje de artistas bien establecidos en la cuenca Perpiñán por haber trabajado en la decoración de diversos sagrarios y otras obras de uso litúrgico, pocos de cuyos restos han llegado hasta nosotros —Palau-del-Vidre, Perpiñán, Montalba-d'Amélie, Joch—. El abuelo, Jacinto major, y sobre todo el padre de este, Honorat minor, ejercen entre 1570 y 1630, probablemente tanto de doradores como de pintores, puesto que se encuentran en sus talleres «moltas estampas y alguns llibres tocants a la art de pintura y altres cosettes, com son pinzeils y coquilles de pintar» («muchas estampas y libros relacionados con el arte de la pintura y otras cosas, como son pinceles y paletas de pintar»).
Mientras trabaja, desde 1560, en el colegio Saint-Eloi de su ciudad, el 22 de noviembre de 1630 Jacinto major participa, como representante del gremio de pintores y doradores, y junto a otros orfebres y colegas, en la elaboración de los estatutos y actas del colegio de Saint-Luc de la ciudad catalana. A Honorat minor se le atribuye La canonización de San Jacinto, antiguamente en el convento de los dominicos de Perpiñán y actualmente de Joch, el sagrario de la Iglesia de Palau-del-Vidre (28 de marzo de 1609) y el retablo de Montalba, cerca de Amélie-les-Bains. A su padre se le encarga el retablo de Saint-Férréol (1623), en la iglesia de Saint-Jacques de Perpiñán, antiguamente en el convento de los Mínimos. En cuanto a Honorat major, le cabe el privilegio de haber ejecutado las pinturas del retablo de la iglesia de San Juan Evangelista de Peyrestortes.

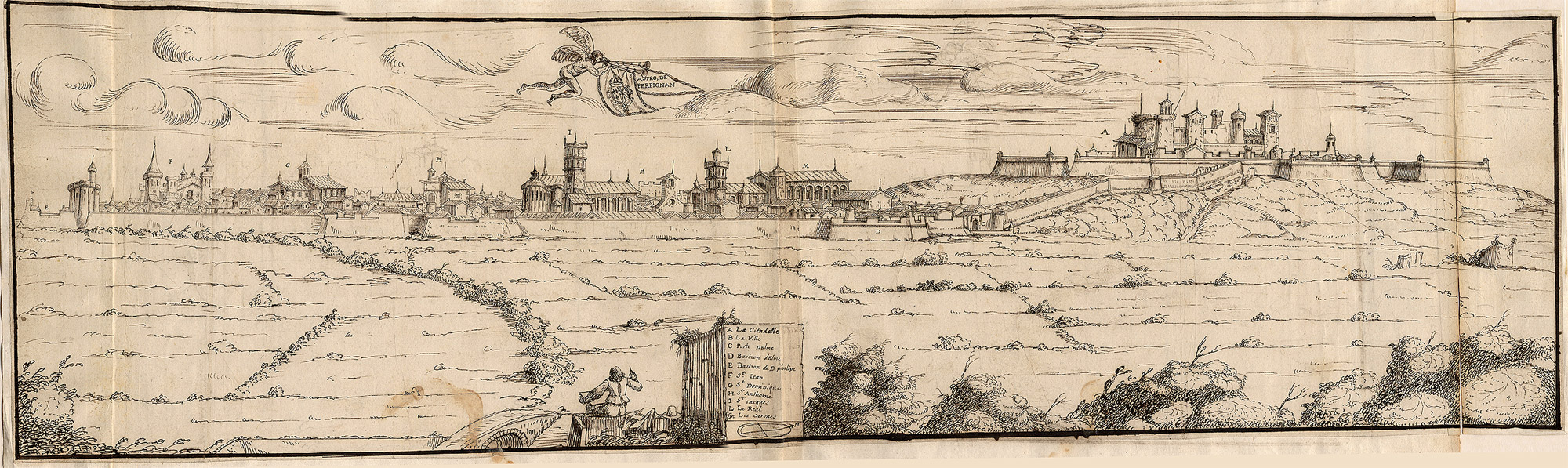
Vista de la ciudad de Perpiñán en 1642.

El 13 de marzo de 1647, el padre de Hyacinthe, Matías Rigau, se casa con Teresa Faget (1634-1655), hija de un carpintero. Al quedarse viudo poco después, decide de nuevo contraer nupcias el 20 de diciembre de 1655 con María Serra, hija de un comerciante de telares (pentiner, en catalán) de Perpiñán. En 1665 adquiere una casa «en lo carrer de las Casas Cremades», actual rue de l’Incendie, cerca de la catedral, y percibe las rentas de un viñedo de la zona de Bompas. Por su segundo matrimonio, también posee una casa en la place de l’Huile, que vende en seguida.

#### Comienzo de su formación

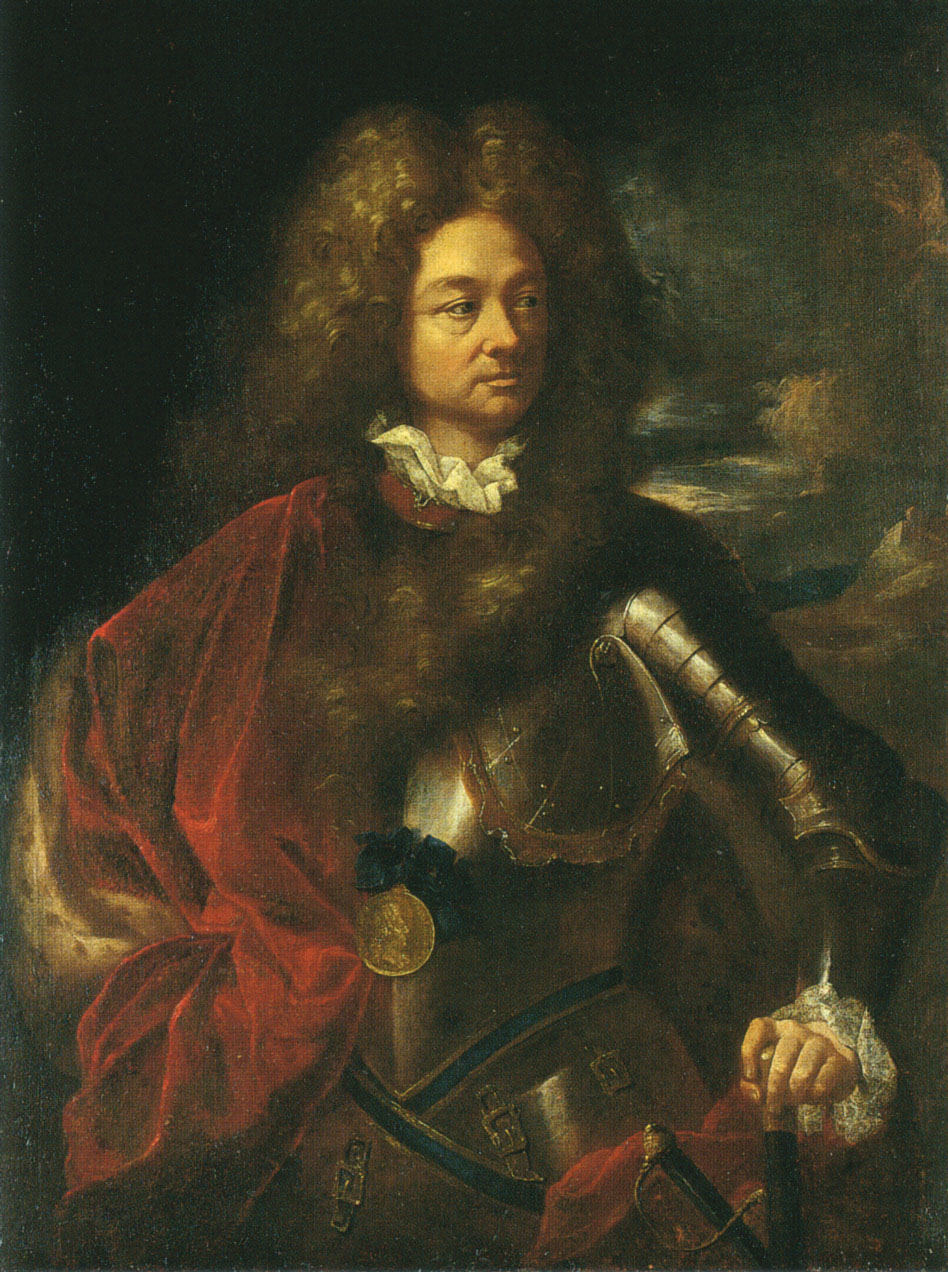
Retrato del Teniente Coronel Albert Manuel, por Antoni Guerra «el Joven» - Perpiñán, Museo Hyacinthe Rigaud.

Para justificar las formidables dotes del futuro retratista de Luis XIV, a menudo se ha supuesto que el joven había realizado un temprano aprendizaje con una de las figuras emblemáticas de la pintura catalana de la época, Antoni Guerra (1634-1705). La relativa calidad de las obras de este artista no permite encontrar en él las claves de ese aprendizaje, aunque su hijo, Antoni Guerra «el Joven» (1666-1711), adoptará las fórmulas pictóricas establecidas más adelante por Rigaud, como en su Retrato del coronel Albert Manuel, recientemente adquirido por el museo Hyacinthe Rigaud de Perpiñán. El inventario realizado tras la muerte del joven Guerra demuestra, sin embargo, la existencia de vínculos entre estas familias de pintores; ejemplos: « portret du sieur Rang de Montpellier en ovalle» («retrato del señor Rang de Montpellier en óvalo»), probablemente de Antoine Ranc, porque Jean se había establecido ya en París, y « deux portrets sur papier l’un du sieur Rigaud peintre et l’autre de damoiselle Rigaud avec leurs quadres dorés» («dos retratos en papel, uno del señor Rigaud, pintor, y el otro de Mademoiselle Rigaud, con sus marcos dorados»). La cuestión que se plantea es saber si se trata de Hyacinthe o de Gaspard. Y la «damoiselle» Rigaud es difícilmente identificable.
A la muerte de su padre en 1669, «Jyacintho Rigau», cuyo nombre afrancesado como «Hyacinthe Rigaud» no tarda en aparecer, es confiado por su madre al cuidado del dorador de Carcasona Pierre Chypolt. Los archivos del departamento de Pirineos Orientales conservan todavía el contrato de aprendizaje celebrado entre este último y Maria Serra. Dicho contrato explica el gran conocimiento del oficio de dorador, que el futuro Rigaud demostrará en varias ocasiones, especialmente en su correspondencia con el marqués Gaspard de Gueidan, de Aix-en-Provence, durante los años 1720 a 1730.
Si bien la historia según la cual Rigaud era el protegido de un hipotético conde de Ros, de quien habría tomado el añadido «Rigaud y Ros» está descartada, el Abregé de la vie du peintre (Compendio de la vida del pintor), escrito en 1716 por el académico honorario Henry Van Hulst, es una referencia más fiable. Esta Vie… fue escrita para complacer los deseos del gran duque de Toscana Cosme III de Médici, que quería conseguir una biografía detallada de cada artista cuyo autorretrato poseía.
En este testimonio directo, no exento de aproximaciones, no se menciona ninguna formación pictórica antes de la marcha de Rigaud a Montpellier, en el año 1675. Antes de esa fecha, la profesión de su padre probablemente forma el ojo del joven Hyacinthe en la ciencia del drapeado, la composición y los colores. Aunque es difícil atribuir a Hyacinthe Rigaud obras de juventud, catalanas principalmente, sin duda, con el tiempo podría haber recibido encargos de algún sagrario u otras pinturas murales. No obstante, Daniel Gronström, súbdito del rey de Suecia y uno de sus representantes en París, parece reducir esta diversificación cuando en 1693 escribe a Nicodème Tessin «el Joven», arquitecto de los edificios del rey Carlos XI: «[Rigaud] dice que está capacitado para pintar techos, tribunas, etc., pero ha hecho pocos».

## Carrera

### Su formación en el Languedoc
La mayor parte de los testimonios antiguos, incluyendo las biografías atribuidas al propio Rigaud, hablan, pues, del envío del joven artista a Montpellier en 1671, tras la muerte de su padre. A pesar de la presencia de un fuerte corporativismo en Perpiñán, a la vuelta de su aprendizaje en Carcasona Hyacinthe ya parece haber desarrollado un talento suficientemente elocuente como para permitirse no entrar en la Academia de San Lucas de la ciudad, donde oficiaba su abuelo:

« […] sa mère ne voulant point s’opposer à l’inclinaison qu’il sembloit avoir héritée de ses parents, l’envoya à l’âge de 14 ans à Montpellier, pour y étudier sous Pezet & Verdier, peintres assez médiocres : quelques personnes assurent qu’il travailla aussi chez Ranc le pere, dont les portraits approchoient de ceux de Van Dyck. Quatre années furent employées dans cette étude… »
«[...] como su madre no quería en absoluto oponerse a la inclinación que parecía haber heredado de sus padres, lo envió a Montpellier a la edad de 14 años, para que estudiase con Pezet y Verdier, pintores bastante mediocres; algunas personas aseguran que también trabajó con Ranc padre, cuyos retratos se acercaban a los de Van Dyck. Cuatro años se emplearon en estos estudios ...»

Así se expresa, en 1745, Antoine Dezallier d’Argenville en su Abrégé de la vie des plus fameux peintres (Compendio de la vida de los más famosos pintores), repitiendo, en realidad, las palabras de la biografía dictada por el propio Rigaud en 1716.

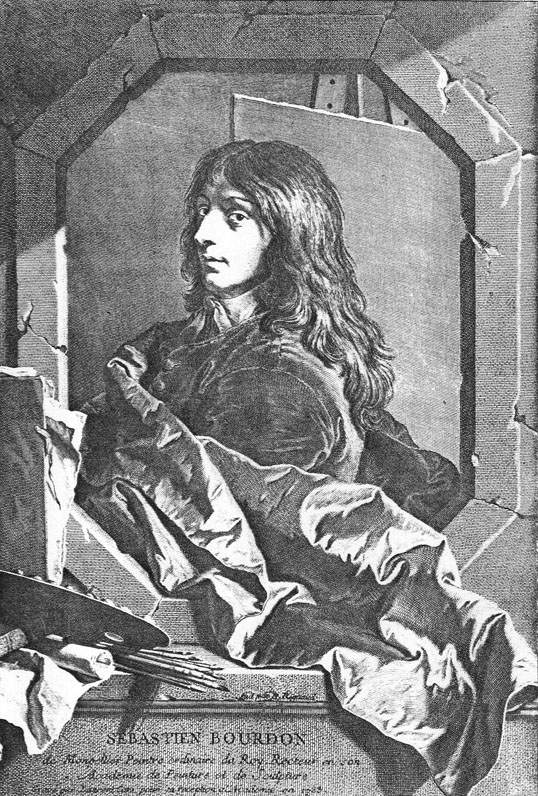
Retrato de Sébastien Bourdon. Grabado de Laurent Cars sobre un dibujo de Rigaud.

Aunque el contrato de aprendizaje de Rigaud no se ha encontrado, es probable que, al ser menor de edad, se instalase en casa de Paul Pezet, conforme a las reglas de la época en el Rosellón: «[...] el estudiante recibe alojamiento y manutención en casa del maestro, aunque los gastos de alimentación a veces continúen siendo a expensas de la familia. Durante su formación, al alumno le está prohibido trabajar en otro estudio de pintura de los condados del Rosellón y de Cerdaña, y debe compensar los días en que esté enfermo o ausente.»
Aunque Pezet, de quien no se conoce a día de hoy más que una Pietá certificada en Mont-Louis, no parece haber desarrollado el talento suficiente para formar el estilo del joven aprendiz, es su colección de pinturas de maestros flamencos lo que inicia probablemente el ojo de Hyacinthe. Según se dice, de ahí obtiene su formidable conocimiento de la pintura no solo de Van Dyck y Rubens, sino también de Sébastien Bourdon: «Van Dyck fue durante algún tiempo su única guía. Lo copió incansablemente, no de esa manera servil y banal de la que se ven tantos ejemplos, sino como el hombre capaz que ya era; el Sr. Collin de Vermont está en condiciones de proporcionar pruebas de lo que aquí digo. Él posee varias de esas copias, hechas antaño con ese talento por el Sr. Rigaud, donde se reconoce toda la inteligencia e incluso todo el fuego y el bien hacer del gran maestro en el que intentaba profundizar».
Figura emblemática de Montpellier y del siglo XVII francés, Sebastien Bourdon se cuenta entre los artistas privilegiados de la primera colección de Rigaud en 1703 y necesariamente aparece en el inventario de bienes elaborado en 1744 tras su muerte. Hyacinthe, además de poseer un autorretrato de Bourdon que lega en 1734 a la Academia Real, después de haberle añadido un revestimiento, realiza en 1730 un magnífico dibujo sobre el cuadro par ayudar el grabador Laurent Cars en su recepción en la Academia tres años más tarde.

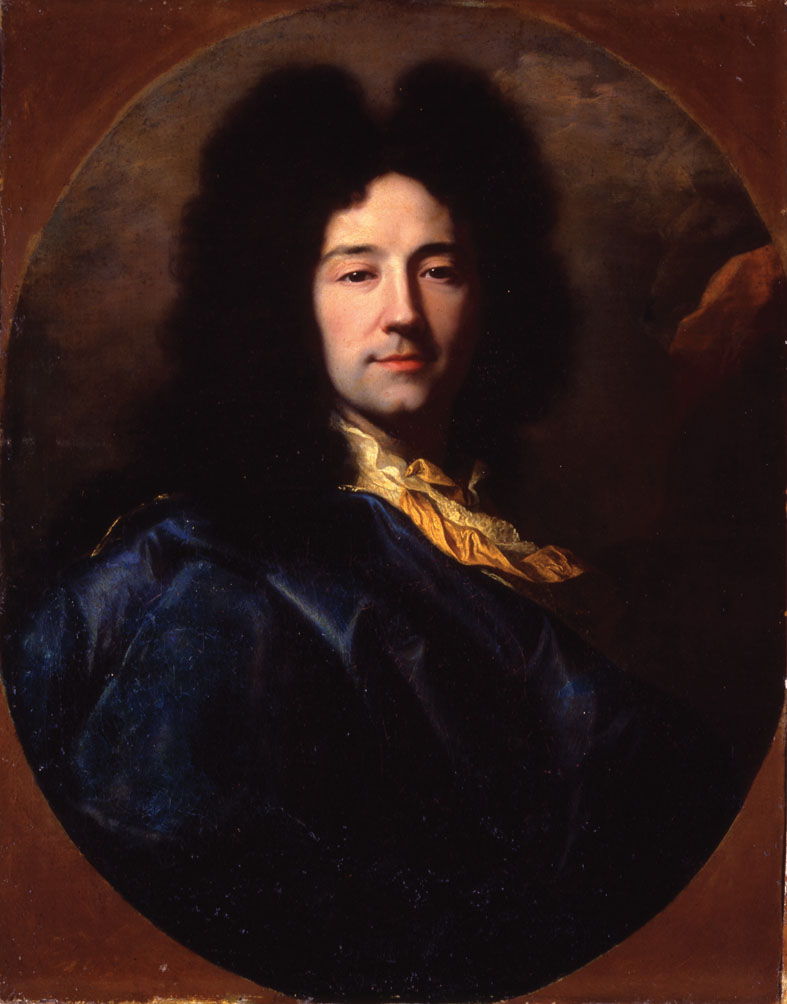
Rigaud: Autorretrato, llamado «del abrigo azul». 1696. Château de Groussay.

El mundo artístico de Montpellier en ese momento es muy activo. Así, por ejemplo, Jans Zueil, que trabajó entre 1647 y 1658, llamado «el Francés» aunque originario de Bruselas y gran imitador del estilo de Rubens y de Van Dyck, trajo a Monpellier el conocimiento de las técnicas pictóricas nórdicas. Casado con la hermana del pintor de Montepellier Samuel Boissiere (1620-1703), es conocido sobre todo por sus desavenencias con Sébastien Bourdon. Zueil es íntimo de Antoine Ranc «el Viejo» (1634-1716), «más profesor que pintor» y muy apegado a las reglas protocolarias de la ciudad del Languedoc. Aunque el paso de Hyacinthe por el estudio de Ranc no está formalmente acreditado, la reciente aparición de un autorretrato de Rigaud llamado «del abrigo azul», dedicado en 1696 a Antoine Ranc, tiende a probar los lazos de amistad que los unía. Igualmente, en esa fecha Jean Ranc, futuro yerno del catalán, da sus primeros pasos junto a un Rigaud ya bien establecido en París. Existe, por último, un supuesto retrato de Antoine Ranc hecho por el catalán que también puede acreditar la formación inicial en el estudio del pintor de Montpellier.
En el momento de la partida de Hyacinthe Rigaud hacia Lyon, cuatro años después de su llegada a Montpellier, Ranc habría exclamado: «Nunca captaré la naturaleza como vos, con tanta precisión, nunca la trataré con tanta destreza. Habéis sido mi alumno y seréis mi maestro; ¡recordad esta profecía!».
Si, con buena voluntad, de puede dar crédito esta cita tomada de los Petites Affiches de 1776, hay que ser más críticos con respecto a un posible aprendizaje de Rigaud con Henri Verdier quien, dada su biografía, podría ser considerado más como colega de Rigaud. De este modo, es fácil imaginar a los dos jóvenes artistas marchándose, de común acuerdo, a probar suerte en la capital de la Galia, aquel año de 1675.

### Su paso por Lyon

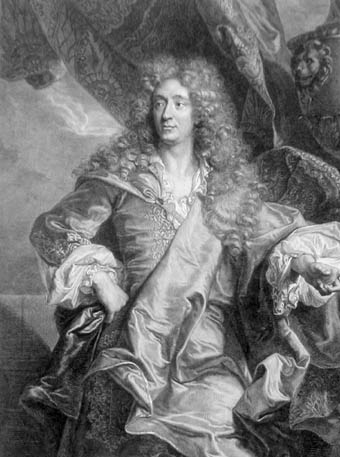
Retrato de Jean de Brunenc, grabado de Cornelis Martinus Vermeulen, 1689, sobre una pintura de Rigaud.

Por desgracia, pocos materiales de archivo han podido desvelar la actividad de Rigaud en Lyon. Sin embargo, se sabe que, por tradición, los artistas de Montpellier siempre han mantenido estrechos vínculos con aquella capital, como Samuel Boissiere, que se formó en Lyon. La identidad de los futuros modelos pintados por Rigaud también prueba, igualmente, que trabajó activamente al servicio de los comerciantes de tejidos de la de la ciudad, cuya floreciente actividad había proporcionado a la misma sustanciosos beneficios.
Aunque no aparezcan en los registros hasta 1681, fecha de instalación del artista en París, es probable que esos retratos llamados «de juventud» estén antedatados, como el de Antoine Domergue, consejero del rey, recaudador de impuestos e inspector provincial de la generalidad de Lyon (1686), o el de «Mr Sarazin de Lion», miembro de la famosa dinastía de banqueros de origen suizo (1685). Más aún, el retrato pintado en 1687 de Jean de Brunenc, comerciante de seda, banquero y cónsul de Lyon, reúne todos los ingredientes que más adelante harán célebre a Rigaud.
En su tesis sobre los grabadores Drevet, originarios de la región de Lyon, Gilberte Levallois-Clavel ha esclarecido recientemente parte de las privilegiadas relaciones que vinculaban a Rigaud y Pierre Drevet, amistad que se materializó en 1700 en la creación por Rigaud de un espléndido retrato del grabador, en el que se representó a sí mismo.
En 1681, cuando Hyacinthe Rigaud decide «subir» a París para hacer carrera, ya ha asentado una reputación entre la clientela local, extendida a Suiza y, sobre todo, a Aix-en-Provence. Termina de dejarse convencer por Drevet, también encandilado por París.

### Los comienzos

#### Llegada a París
« Hyacinthe Rigaud vint à Paris en 1681, dans la vue de s’y perfectionner en voyant les ouvrages des excellents peintres qui composaient la célèbre Académie que le roi Louis XIV y avait établie au commencement de son règne. En 1682, il gagna le premier prix de peinture ; le sujet du tableau qu’il composa était le "bâtissement de la ville d’Enoch". Comme il est de règle que les Etudiants qui ont l’honneur de remporter le Prix, soit de Peinture, soit de Sculpture, aillent à Rome, en qualité de Pensionnaires, à l’Académie que le Roy y entretient, l’illustre M. Le Brun, Premier Peintre du Roy, ayant vu plusieurs portraits de ce jeune peintre et les trouvant au-dessus de son âge, lui conseilla de s’y appliquer entièrement. Le conseil d’un si grand Maître lui fit prendre le parti de renoncer au voyage d’Italie […]. »
«Hyacinthe Rigaud vino a París en 1681, con el fin de perfeccionarse aquí viendo las obras de los excelentes pintores que componían la célebre Academia que el rey Luis XIV había establecido a comienzos de su reinado. En 1682 ganó el primer premio de pintura; el tema del cuadro que compuso fue la '"construcción de la ciudad de Enoc". Como es norma que los Estudiantes que tienen el honor de ganar el premio, sea de pintura, sea de escultura, vayan a Roma, en régimen de internado, a la Academia que el Rey mantiene allí, el ilustre Sr. Le Brun, Primer Pintor del Rey, habiendo visto varios retratos de este joven pintor y encontrándolos por encima de su edad, le aconsejó que se aplicase enteramente a ello. El consejo de tan gran Maestro le hizo tomar la decisión de renunciar al viaje de Italia [...].»

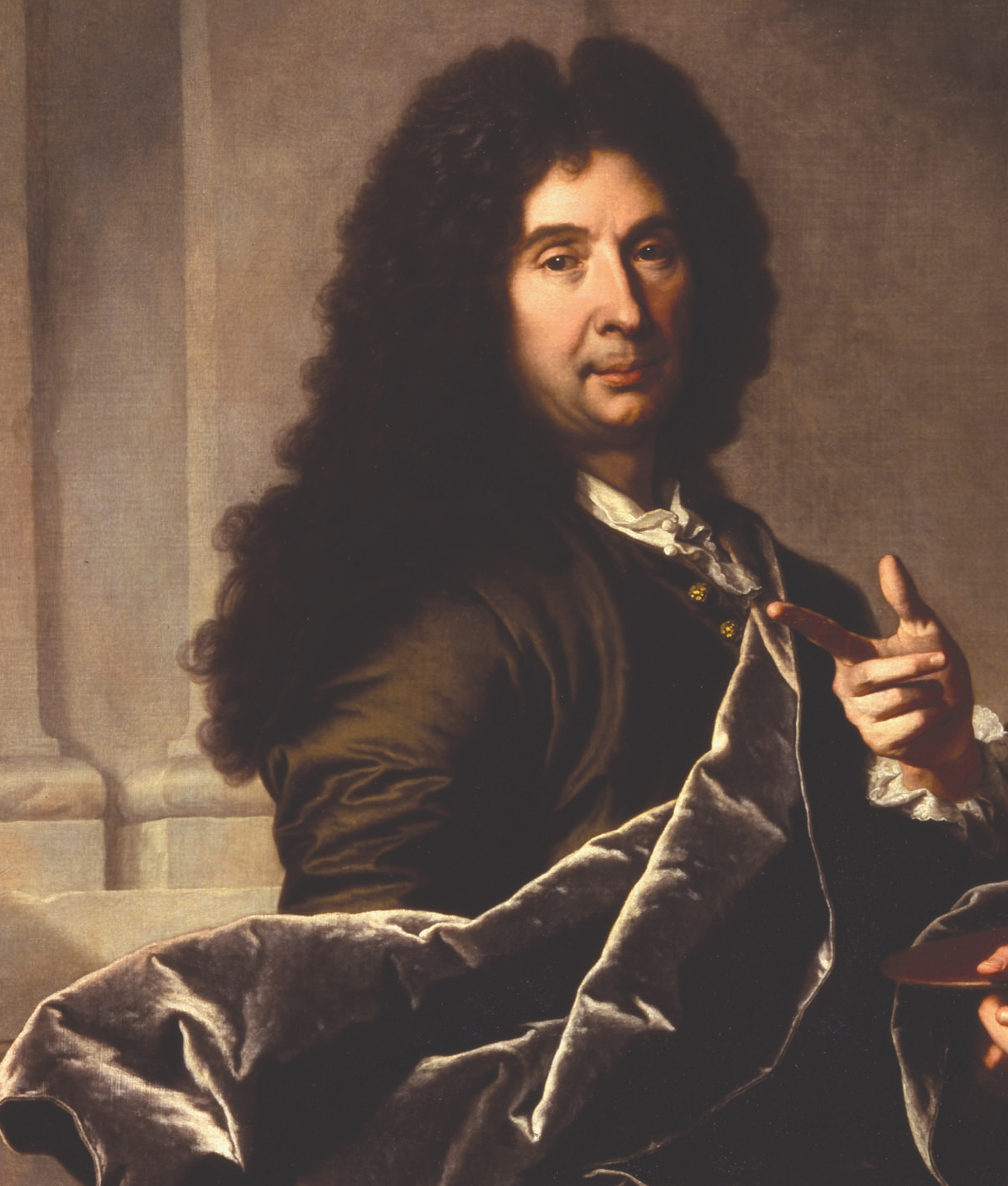
Rigaud: Charles Le Brun, 1730. Detalle del cuadro que representa a Le Brun y a Mignard. París, Museo del Louvre.

Este extracto de la Correspondance des Directeurs de l’Académie de France à Rome (Correspondencia de los Directores de la Academia de Francia en Roma), fechado el 5 de septiembre de 1682, resume por sí mismo los inicios del joven artista en París. Instalado en la parroquia de Saint-Eustache, en la rue Neuve des Petits-Champs, en un barrio privilegiado lleno de artistas, pintores, doradores, grabadores, músicos, editores, fabricantes de instrumentos y ebanistas, Rigaud pone rápidamente su vista en la Real Academia de Pintura y Escultura. Paso obligado para todo pintor que desee reconocimiento y, sobre todo, la necesaria acreditación para ejercer el oficio legalmente, la Academia pronto abrirá sus puertas al catalán.
Previamente, Hyacinthe Rigaud se presenta a la obtención del Premio de Roma, que permite marcharse a Roma a estudiar a los maestros italianos y formarse de este modo en las técnicas más difíciles. A partir del 4 de abril de 1682, Rigaud debe trabajar « en présence des Officiers en exercice, [à] un dessein sur un sujet […] donné sur le champ» («en presencia de funcionarios, [en] un diseño sobre un tema [...] dado en el momento»).
Este « Bâtiment de la ville de Hénoc, fils d’Adam » («Construcción de la ciudad de Henoc, hijo de Adán» [sic]), bastante infrecuente en la historia del Premio de Roma, había sido tratado el año anterior por Raymond Lafage, artista a quien sin duda Rigaud conoció en su paso por Lyon. De hecho, después de su viaje a Italia (1679-1680), Lafage regresa a Francia, a Aix-en-Provence, donde un futuro modelo del catalán, el miembro del Parlamento de Provenza, Jean-Baptiste Boyer d'Eguilles, le encarga una serie de doce dibujos sobre temas mitológicos.

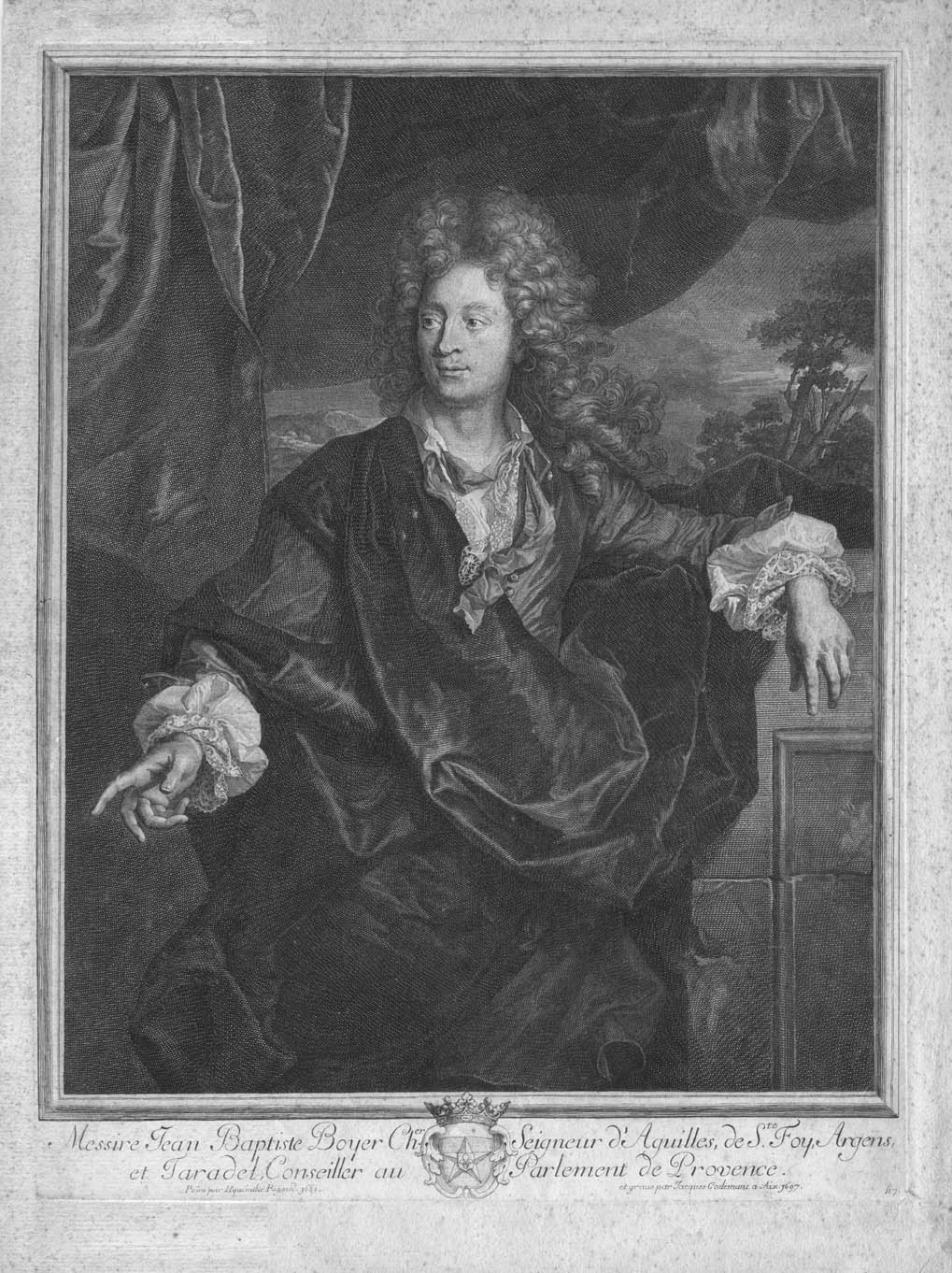
Jean-Baptiste Boyer d'Eguilles, por Coelemans (1697) sobre un original de Rigaud (1689).

El celo y el talento, ya confirmados, del futuro retratista hacen que la asamblea de la Academia decida considerar, el 5 de septiembre, que «Jacinte Rigaut» merece el primer premio de pintura. Lo recibe cinco días más tarde de manos del ministro de Luis XIV Jean Baptiste Colbert, y parece que Hyacinthe ya ha establecido alguna relación con el primer pintor del rey, Charles Le Brun.
Charles Le Brun, que ya admira las obras de joven catalán, lo disuade espontáneamente de hacer el viaje iniciático a Roma que el premio le ofrecía, con la finalidad de que se dedique al retrato, género más lucrativo que la pintura histórica, que es más honorífica. Rigaud presiente el éxito y «se lanza» a un lucrativo mercado que pronto revolucionará. Sus clientes, artistas y burgueses con fortuna, aprecian de inmediato la verdad del acabado de los trazos que el artista propone, una especie de «fotografía instantánea» de los rostros, a menudo demasiado idealizados hasta ese momento. Rigaud combina rápidamente este turbador parecido con el conocimiento de las texturas y los colores, hasta tal punto que serán muchos los que confiesen haber tenido que tocar el lienzo para darse cuenta de que las sedas y otros ropajes no eran reales sino simplemente pintados.

« La vérité brillait dans tout ce qu'il faisait [...]. Rigaud savait donner à ses portraits une si parfaite ressemblance, que du plus loin qu'on les apercevait, on entrait pour ainsi dire en conversation avec les personnes qu'ils représentaient. »
«La verdad brillaba en todo lo que hacía [...]. Rigaud sabía dar a sus retratos un parecido tan perfecto que, por muy lejos que se los mirase, se entablaba conversación, por así decir, con las personas que representaban.»

Así se expresaba d’Argenville, cliente del pintor. Terciopelos, rasos, tafetanes, encajes, pelucas y, sobre todo, las manos... Todo resultaba admirable hasta el punto de que muchos fueron los contemporáneos lo elogiaron: «Rigaud no menos sabio en el arte del drapeado, de los trajes que a tu elección pintas y cambias; se engaña uno ante la tela, y se diría que Gautier te la proporciona, brillante, en la puerta del taller», se extasiaba respecto a él el abad de Villard.

#### Los primeros encargos

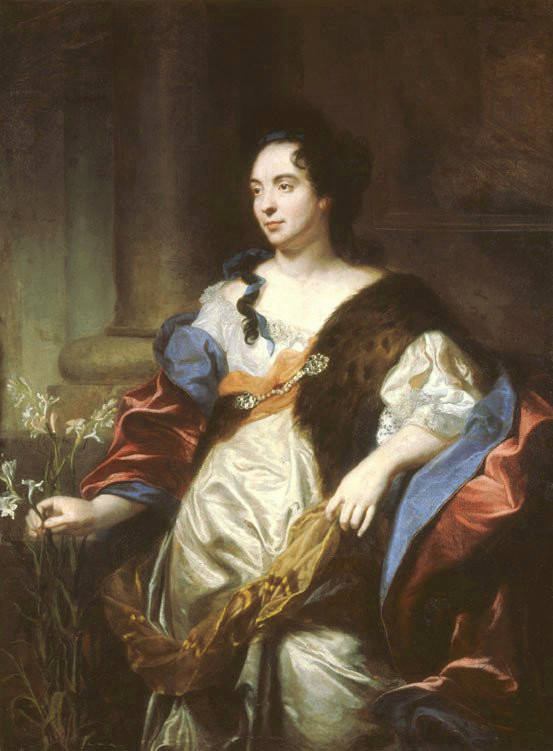
Rigaud: Retrato de Marie Cadenne (1684). Caen, Museo de Bellas Artes.

Aunque no entra en la Academia hasta el 5 de agosto de 1684, el 26 del mismo mes Rigaud recibe el encargo oficial de sus dos obras de ingreso, a saber, los retratos del consejero honorario Henri de La Chapelle-Bessé, muerto en 1693, y el del escultor Martin Van den Bogaert, llamado «Desjardins», a entregar en el plazo de seis meses. Como muchos de sus colegas, el catalán, ya sobrecargado de trabajo, no cumple los plazos. Aunque utiliza como pretexto la dificultad de conseguir de La Chapelle un número adecuado de posados, la muerte de este último le permite aligerar su trabajo y dedicarse a la efigie de Desjardins, famoso autor de la decoración de la cúpula de los Inválidos y de muchos palacetes de París. Pero Rigaud decide representarlo junto a una de sus obras más emblemáticas: el monumento conmemorativo de la Paz de Nimega, erigido en la Plaza de las Victorias, en París, y para el cual Desjardins esculpió espléndidos bajorrelieves y cuatro espectaculares cautivos en bronce destinados al pedestal del monumento, actualmente en el museo del Louvre. Testigo de la «sincera amistad que hubo entre ellos», según el propio Rigaud, este cuadro no será sino el primero de una serie de tres grandes composiciones «historiadas», junto con el retrato de la esposa de Desjardins, Marie Cadenne, y el del supuesto hijo de ambos, Jacques Desjardins, inspector de los edificios del rey en Marly.

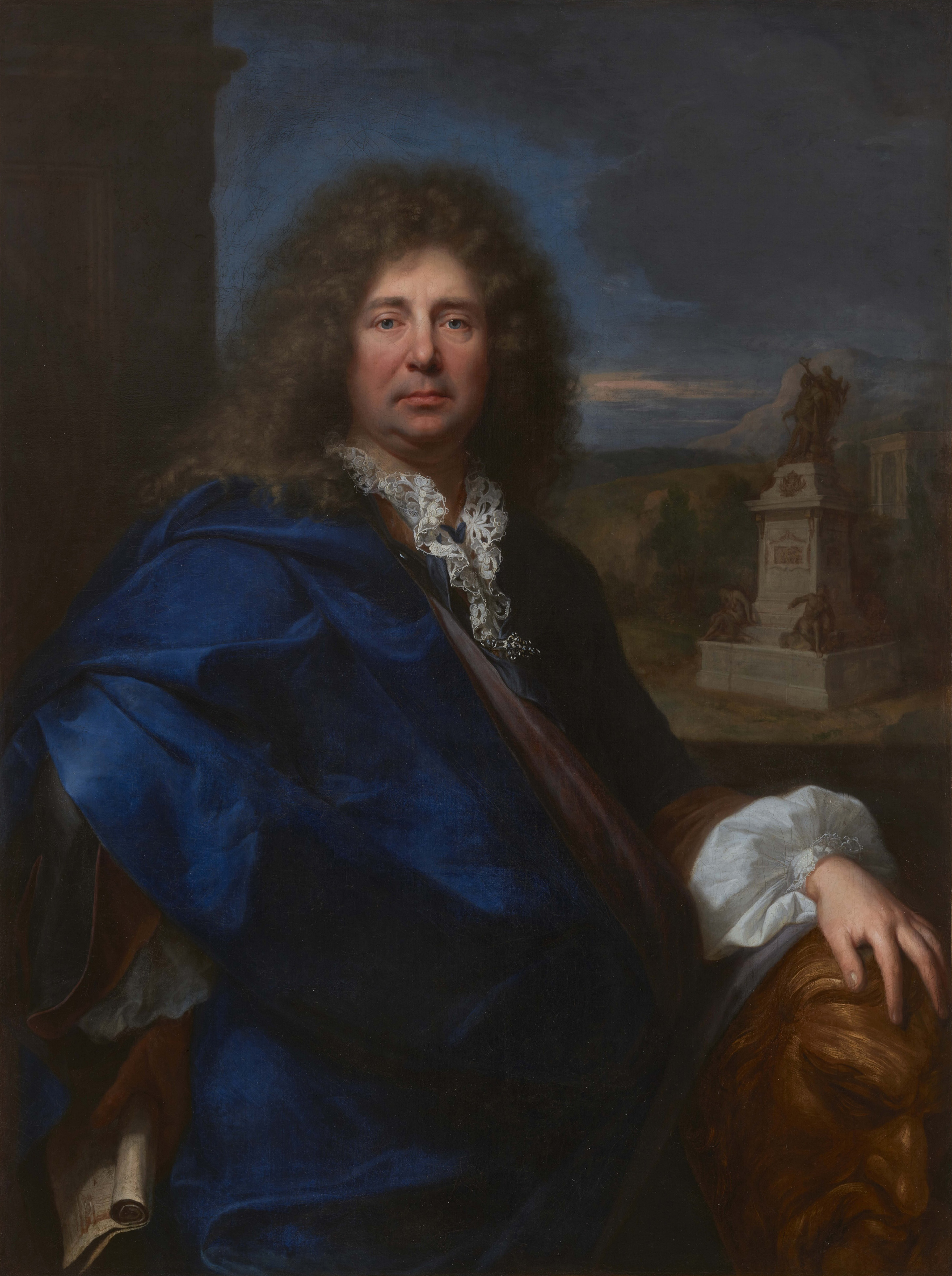
Rigaud: Retrato de Martin Desjardins (1683). Versalles, Museo Nacional del Palacio.

Paralelamente, Rigaud se centra en los particulares. Aunque sigue siendo difícil identificar de modo fiable a los primeros clientes del artista, algunos —los más famosos— acuden a él rápidamente. Al grabador originario de Orleans, Charles Simonneau «el Mayor», en 1681, lo sigue, al año siguiente, el primo de madame de Sévigné, el Marqués Emmanuel-Philippe de Coulanges, que paga 33 libras —modesta suma todavía— por un simple busto, seguido rápidamente por el obispo de Avranches, Pierre-Daniel Huet. Pero sobre todo, los miembros de una célebre familia de parlamentarios son sus modelos más prestigiosos de los primeros años. Los Molé, originarios de Troyes, constituyen una de las casas más famosas de la nobleza parlamentaria de París, heredera de un próspero comercio de tejidos desde mediados del siglo XV. Afincada en París en el siglo XVI, forman parte de la nobleza por sus cargos en el parlamento desde 1537, y debe su ascenso a Mathieu Molé, primer presidente durante la Fronda, y más tarde garde des Sceaux. Ese año de 1682, Rigaud pinta el retrato de Jean Molé, muerto repentinamente el 6 de agosto de 1682, señor de Lassy y de Champlatreux, presidente del parlamento de París, a cambio de 44 libras. Nuevo aumento, ese mismo año, por el de su nuera, Louise Bétauld de Chemault (1658-1709): 88 libras. Al año siguiente, el hijo de Jean, Louis Molé (1638-1709), que sucede a su padre en el parlamento, tiene que pagar 100 libras. Consejeros del rey, magistrados y concejales, a menudo procedentes de Normandía, de Borgoña y de Saboya, acuden a Rigaud cuando pasan por París por algún asunto, prueba de la creciente fama del pintor.
En 1692, según cuentan miembros de la comunidad de maestros pintores y escultores de París, el artista «profesa su arte con gran éxito», y da empleo a dos ayudantes.
Como prueba de este éxito incipiente existe una pequeña anécdota con respecto a uno de sus cuadros de juventud.
Podemos suponer que pintó el retrato del joyero Matheron gracias a los relatos de Hendrick Van Hulst y de Dezallier d’Argenville. Este cuanta la anécdota así: «Algunos retratos dieron comienzo a su reputación; su primera obra fue el retrato de un tal Materon, joyero, que hizo en una primera versión al estilo de Van Dyck. Este retrato pasó sucesivamente al hijo y al nieto del joyero. Este último, queriendo asegurarse de que era de Rigaud, se lo hizo llevar a este. Por el nombre de Materon [sic], Rigaud reconoció su obra: —La cabeza— dijo, —podría ser de Van de Dyck, pero los tejidos no son dignos de Rigaud y quiero volver a pintarlos gratuitamente— […]». Van Hulst hace referencia, sin duda, a la edición de d’Argenville cuando intenta corregir «el gesto del retrato de Materon [sic] que encontramos en una vida impresa de Rigaud, aunque de una forma un poco desfigurada […]». En prenda de su buena fe, precisa: «Al restituir este gesto en toda su simplicidad, tal como me consta del propio Sr. Rigaud, esta indicación no recibirá sino más resplandor.»
De acuerdo con el segundo, Matheron hijo estaba convencido de que el retrato de su abuelo había sido hecho por Van Dyck y como tal se lo presentó al catalán: «Rigaud creyó primero que estaba bromeando, y le dijo: —Me alegro mucho—. El otro repuso con aspecto serio: —¿Qué, señor? Me parece que no cree que sea de Van Dyck. —No —replicó Rigaud—, ya que es mío, e incluso no estoy demasiado contento con el traje, y quiero retocarlo para ponerlo más de acuerdo con la cabeza de lo que está—». Prosper Dorbec en 1905, inspirado seguramente por d’Argenville y Hulst, confirma la existencia de ese cuadro: «En 1732, el pintor había reaparecido con una de las más bellas obras que, al parecer, se hayan podido ver: una gran representación de un tal señor Matheron, joyero, que había pintado cuarenta y nueve años antes y que debía de ser uno de sus trabajos preferidos».
Pero empieza el año 1695 y Rigaud siente la necesidad de regresar al Rosellón.

### 1695: el regreso a Perpiñán

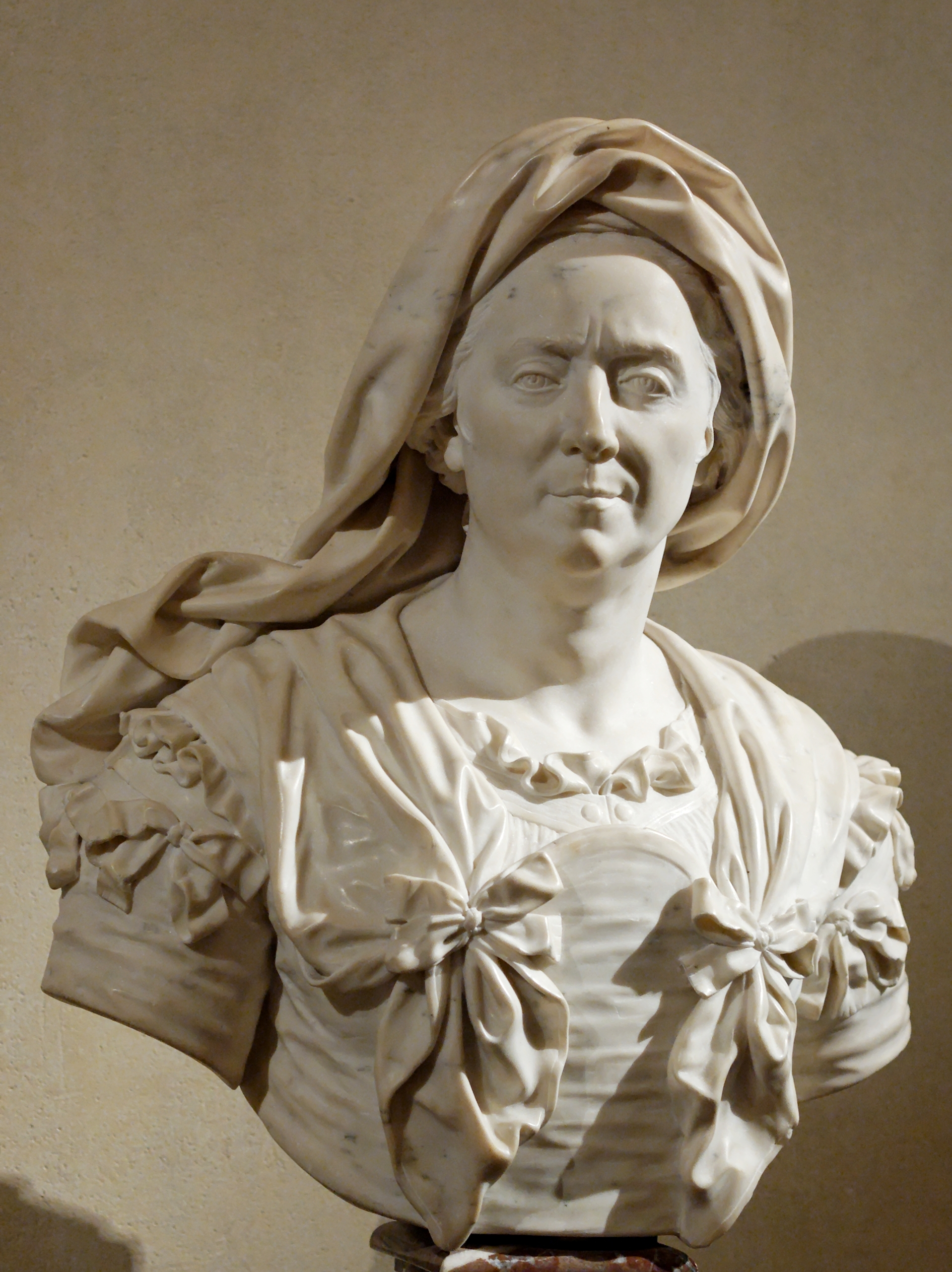
Retrato de Maria Serra, madre del pintor, por Antoine Coysevox, 1706. Esculpido a partir de un cuadro del propio Rigaud. París, Museo del Louvre.

Retomando la propia biografía del artista, Dezallier d’Argenville confirma que una de las principales razones de Rigaud para su gran viaje de 1695 era pintar el retrato de su madre: «La pintó en varias poses, e hizo esculpir, por el famoso Coysevox, su busto en mármol, que fue durante toda su vida el adorno de su estudio.» En su primer testamento, fechado el 30 de mayo de 1707, el artista ya prevé que el espléndido mármol sea legado al Gran Delfín —con el tiempo se legó a la Academia y de ahí su presencia en el Louvre— y el retrato en el que figuran los dos perfiles de Maria Serra —esta es la ortografía correcta en catalán— donado a Hyacinthe, hijo mayor de su hermano Gaspard.

« Ledit sieur testateur supplie Monseigneur le Dauphin de trouver bon qu’il luy présente le buste de marbre blanc de damoiselle Marie Serre, sa mère, fait par M. Coisvox avec la quaisne ou le scabellon sur lequel il sera trouvé au jour du décès dudit sieur testateur qui espère de la bonté de Monseigneur qu’il accordera à ce buste une place dans la galerie de son château de Meudon, ou dans celle de Versailles. Ledit sieur testateur désirant inspirer le même respect et la vénération qu’il porte à lad. Damoiselle Marie serre sa Mère à Hyacinthe Rigaud son neveu, il luy donne, lègue et substitue le portrait de lad. Damoiselle sa mère en trois faces à la charge qu’il le conservera religieusement. »
«El antecitado señor testador suplica al Señor Delfín que acepte como presente el busto en mármol blanco de la señorita Marie Serre, su madre, hecho por el Sr. Coisvox con el pedestal sobre el que se encuentre el día de la defunción del antedicho señor testador quien espera de la bondad de Monseñor que conceda a este busto un lugar en la galería de su castillo de Meudon, o en el de Versalles. El antecitado señor testador, deseando inspirar el mismo respeto y veneración que siente por la citada Señorita Marie serra [sic], su madre, y a Hyacinthe Rigaud, su sobrino, le dona y lega el retrato de tres caras de la citada Señorita, su madre, con el encargo de que lo conserve religiosamente.»

En realidad, Rigaud pintará un segundo cuadro, elevando a tres las poses presentadas a Coysevox. Se trata de un óvalo conservado en una colección privada, copiado por Géricault y objeto de un bello grabado de Drevet. Igualmente, lleva al lienzo el retrato de su hermana Claire, acompañada de su esposo y su primera hija.

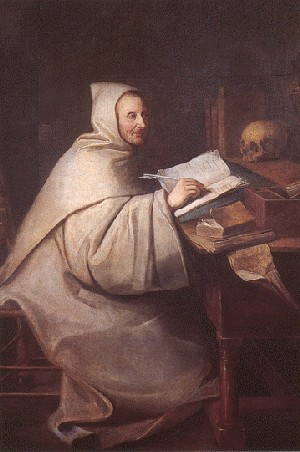
Rigaud: Retrato del abad Armand Jean Le Bouthillier de Rancé (1626-1700) (Museo Duplessis, Carpentras, Francia).

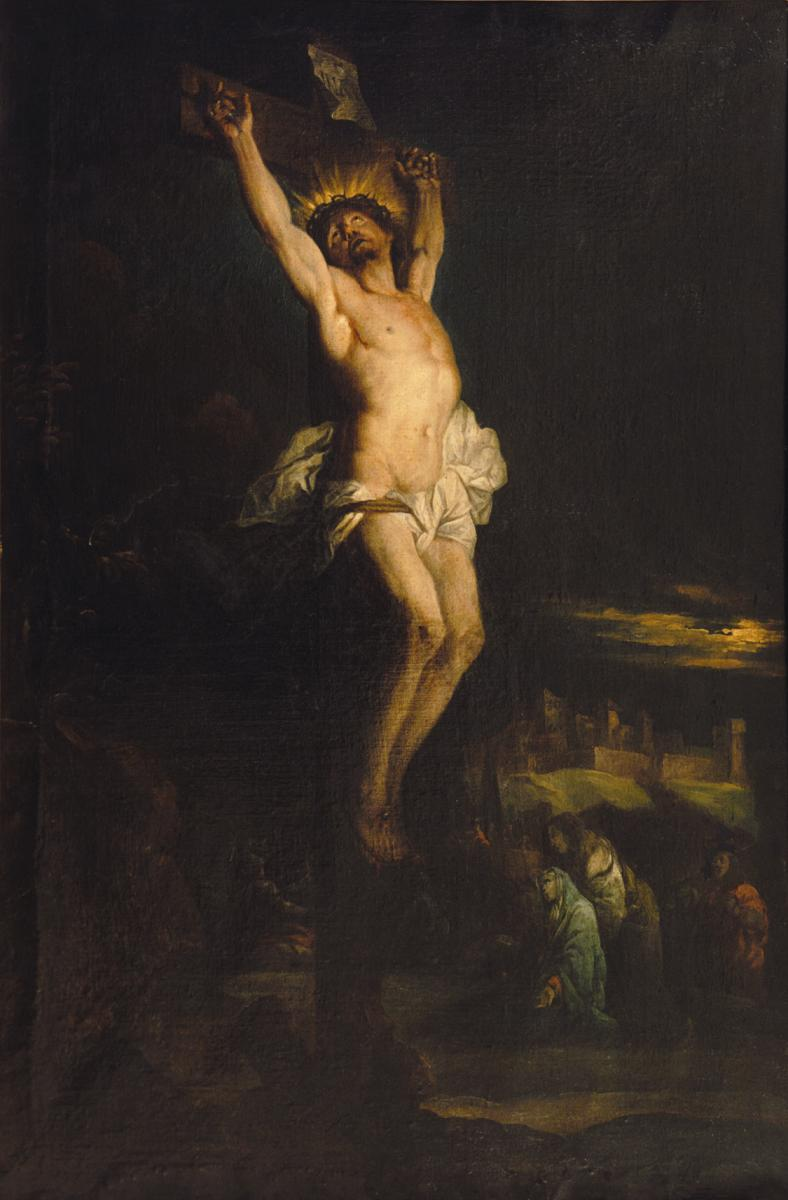
Rigaud: Christ expiant sur la croix, 1695. Perpiñán, Museo Hyacinthe Rigaud.

Pero el año 1695 es también el de la producción de dos magníficos Christ expiant sur la Croix, de clara influencia flamenca, preciados testimonios de la infrecuente incursión de Rigaud en el terreno llamado «de pintura histórica» o de «gran género». La primera versión se la regala a su madre quien, a su muerte, la legará al convento de los Grandes Agustinos de Perpiñán, mientras que el otro lo dona, en 1722, al convento de los dominicos de su ciudad natal.
En la primavera de 1696, Hyacinthe Rigaud está de vuelta en París, donde se dedica a uno de sus retratos más importantes de ese año. El duque de Saint-Simon le solicita que pinte a Armand Jean Le Bouthillier de Rancé, abad de la Trapa, gracias a un hábil subterfugio que se ha hecho célebre en la historia de la pintura.

## Honores

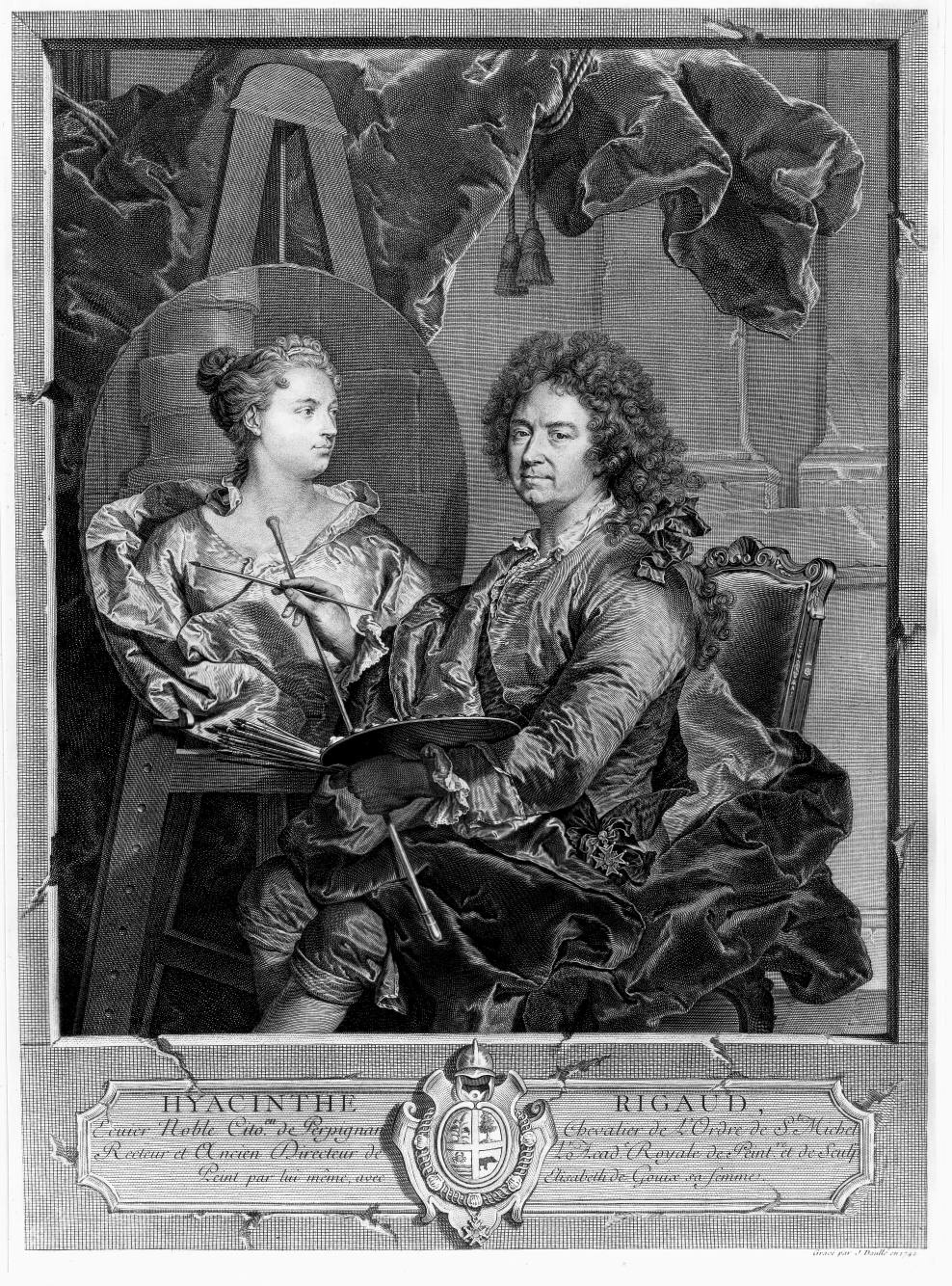
Grabado de Jean Daullé sobre un cuadro de Rigaud: Autoportrait de Rigaud, vêtu du cordon de l'ordre de Saint Michel et peignant son épouse, Élisabeth de Gouy, 1742. Colección particular.

Sin embargo, el breve regreso de Rigaud a Perpiñán permite a las autoridades de la ciudad honrar a un ciudadano cuyas obras invaden ahora todo el reino bajo la forma de copias o grabados. Para los cónsules catalanes François Cavallier, Fausto de Trobat de Langlade, Thomas Canta, François Escayola o Sauveur Vigo, Hyacinthe Rigaud es un inesperado embajador de su provincia ante el rey, un escaparate al que hay que cuidar. Así, según un antiguo privilegio concedido por la reina María de Aragón el 18 de agosto de 1449 y acreditado por los Grandes Maestros de la Orden de Malta, la ciudad de Perpiñán conserva el derecho exclusivo de poder ennoblecer a sus ciudadanos. Por tanto, el 17 de junio de 1709 los propios cónsules otorgan a Rigaud el título de «Noble Ciudadano de Perpiñán y todos los honores, derechos y privilegios en virtud del mismo». Desde entonces, Hyacinthe Rigaud utilizará con frecuencia este título, sucesivamente confirmado por Luis XIV y Luis XV, y cuyos pergaminos aparecen en el inventario póstumo realizado en 1744.
Las patentes reales «en forma de comisión dirigida al mariscal d’Estrées autorizando a examinar los títulos de Sr. Hyacinthe Rigaud y, si son suficientes, nombrarlo Caballero de la Orden de San Michel», fechadas el 22 de julio de 1727, permiten al catalán ostentar la cruz de caballero de la Orden de San Miguel, sin olvidar añadir a las firmas en los grabados de sus obras: «hecho por Hyacinthe Rigaud, Caballero de la Orden de San Miguel».
Como todo artista deseoso de vivir su profesión, al llegar a París Rigaud tiene que plegarse a las reglas corporativas y formalizar su situación. No obstante, los consejos de Le Brun, primer pintor del rey que, al parecer, había detectado muy precozmente su talento, llevan al joven a aprovechar la actual moda de los retratos y tarda en integrarse en la más alta institución oficial para un artista: la Real Academia de Pintura y Escultura.
Ingresa el 5 de agosto de 1684. La tradición es esta: el pretendiente presenta al director, rectores y maestros en ejercicio algunas de sus obras, que son juzgadas para que, de este modo, el artista sea «admitido», ya sea en pintura de retrato o en pintura llamada «histórica». A continuación, el jurado, después de haber deliberado, asigna al candidato dos temas que, en el caso del retrato, son a menudo los de antiguos o actuales académicos. Los propios Procès verbaux de l’Académie (Actas de la Academia) relatan, el 26 de agosto siguiente, que «la Compañía ha ordenado al señor Hyacinthe Rigault, [...] como tema de los retratos que debe hacer para su ingreso, los del Sr. De la Chapelle y el Señor Desjardins, y a este fin le ha dado seis meses de plazo.».
Mientras Luis XIV impone la famosa revocación del Edicto de Nantes, el 18 de octubre de 1685, Rigaud es definido como pintor «académico» en el acta de bautismo de un tal Hyacinthe Claude Rousseau «hijo de Bernard Rousseau, maestro Cirujano jurado y Cirujano del Rey según la Corte y Consejo de Su Majestad y de Marie Nourisset, su esposa, en el crucero de l’Escole», del que es padrino... Pero ya el 1 de marzo de 1687 «El Señor Rigaut, [...] habiendo expuesto a la Compañía las dificultades que tenía para hacer el retrato del Sr. De La Chapelle, esta le ha ordenado acabar el retrato del Sr. Des Jardins, que ya le había sido ordenado, al mismo tiempo que solicitará al Sr. De La Chapelle que le dé tiempo y que, cuando el retrato de Mons[ieur] Des Jardins [sic] esté hecho, lo presente a la Compañía, para lo cual se le da un mes de tiempo». Dos meses más tarde, se le asignan como examinadores de su obra al escultor François Girardon y al pintor Jean Jouvenet, dos futuros y fieles amigos del joven alumno, y de los que volvemos a hallar mención en el inventario de 1744.
En 1688, año en que Rigaud pinta a Monsieur Des Jardins, la augusta institución vuelve a quejarse de los retrasos de nuestro indisciplinado catalán, ya sobrecargado de pedidos, hasta el punto de que el propio Mignard, dos años después, cuando se convierte en primer pintor del rey, tiene que intervenir para calmar a los enardecidos interesados. Además, el 5 de marzo de 1689 el informe de la Academia juzga que «con respecto a los señores Clérion y Rigault, que no se han presentado, serán advertidos de nuevo para que informen personalmente de su retraso».

### 1700: la oficialización

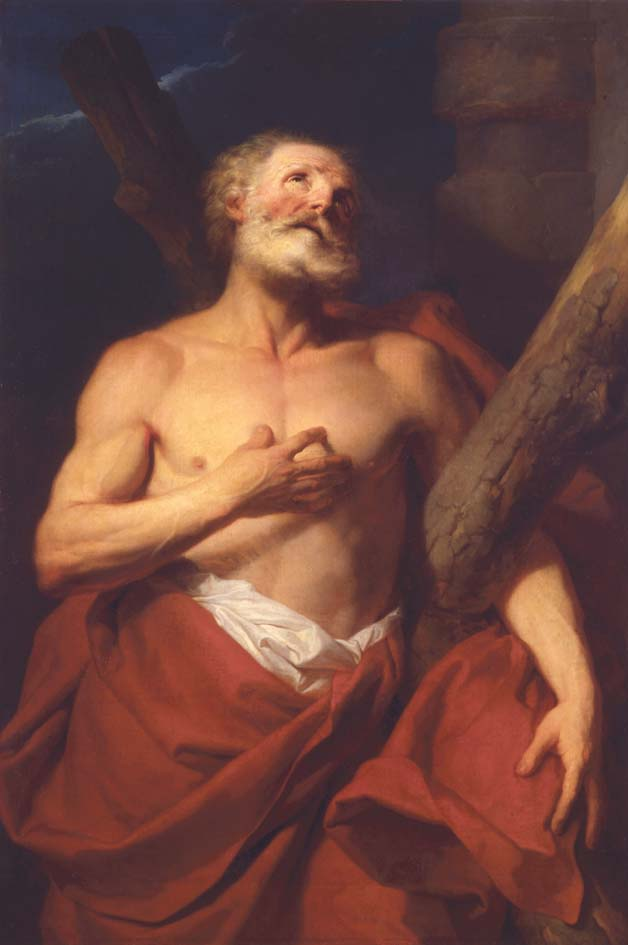
Rigaud: Saint André. 1700. París, École nationale supérieure des beaux-arts.

Con la pérdida del preciado beneficio de un prestigioso concurso que gana brillantemente su amigo Largillière, Rigaud desaparece de los registros de la Academia, pero su estudio adquiere un auge considerable. Aparecen los primeros miembros de la familia real, así como la nobleza, y finalmente el 11 de octubre de 1692 recibe la inevitable visita de un agente judicial del Châtelet y la de los guardias y jurados de la comunidad de maestros pintores y escultores de París para regularizar su situación.
De hecho, estos últimos se quejan de la «ilegalidad» en la cual ejerce Rigaud sin haber regularizado su situación en la Academia y «protestan humildemente a Vuestra Majestad de que [...] el extraordinario número de personas que profesan la pintura en París sin ninguna calidad y el daño considerable que este arte podría sufrir ha obligado a los peticionarios a proceder a la aplicación del reglamento (por el cual todos los que se cualifiquen como pintores y escultores del Rey están obligados a incorporarse lo antes posible al cuerpo de la Academia Real)». Rigaud, al parecer, no les responde «sino con insoportable altanería y orgullo». Sin embargo, el 18 de noviembre la sentencia del Châtelet es declarada nula por el preboste del Ayuntamiento.
El 2 de enero de 1700 el artista se presenta por fin en la Academia «para ingresar como académico, y muestra sus obras, que son dos retratos de M. Des Jardins en diferentes poses. La Compañía ha acreditado su presentación y, habiendo juzgado que una de sus pinturas podrían servirle para su ingreso, y sabiendo también del mérito del citado señor Rigault, no solo por el talento de los retratos sino también del de historia, lo admite desde este momento en el género de historia, por la promesa que ha hecho de proporcionar en breve un cuadro de este último género, y ha prestado juramento ante el Sr. De la Fosse, Director, Presidente hoy. También se le ha otorgado el presente pecuniario». Es significativa la expresión «en breve», porque serán necesarios... cuarenta y dos años para que esta parte de la historia llegue a la Academia.
El 24 de julio de 1702, la vacante de profesores adjuntos permite que Rigaud sea nombrado para ese puesto en sustitución del pintor Claude Guy Hallé. El 28 de septiembre del año siguiente es testigo de la entrada en la Academia de su amigo el grabador Pierre Drevet, y el sábado 29 de diciembre ofrece a la Academia un centenar de copias de su retrato grabado «que se han distribuido a los Sres. Oficiales y Académicos presentes, hasta un número de cincuenta y seis, y el resto permanece en la Academia: [o sea] cuarenta y cuatro».
A partir de ese momento Rigaud sube rápidamente los últimos escalones de la gloria en el seno de la institución. Sus retratos tienen tanto éxito, se parecen tanto a los modelos, que a menudo son escogidos como tema de las invitaciones a las recepciones o como regalo. Así, el 28 de febrero de 1722, Pierre Drevet presenta a la academia la efigie de Robert de Cotte, primer arquitecto del rey, según un original de Rigaud, «que le fue ordenada por deliberación de la Academia del veintisiete de agosto de mil setecientos siete, y cuya ejecución ha sido interrumpida por razones particulares, y, como ha donado a la Academia como regalo el retrato del Señor Le Brun, grabado por el Sr. Edelinq, sobre original del Sr. Largillière, con ocasión de su ingreso, la Compañía ha tenido a bien entregarle la plancha, que se le concede por una gracia especial, corriendo a su cargo la tirada de cien ejemplares que se conservarán en la Academia, a lo que se ha comprometido. En cuanto al retrato del Señor De Costa, ha proporcionado la plancha y cien copias, que han sido distribuidas a los Señores Académicos, la cual plancha debe permanecer en la Academia».
De hecho, Drevet, admitido en la Academia desde el 22 de septiembre de 1703, hace su ingreso el 27 de agosto de 1707 con los retratos de Robert de Cotte y de Madame de Nemours, sobre originales de Rigaud, pero que no entregará hasta 1722. El catalán no termina hasta 1713 el retrato del arquitecto, lo que explica el retraso en la ejecución del grabado. Con motivo de la venta tras la muerte de Gérard Edelinck en 1707, Drevet había adquirido la plancha de cobre original del retrato de Le Brun hecho por Largillière y transcrito a buril por el grabador flamenco, y propone a la Academia que espere y acepte dicha plancha «como fianza».
En el transcurso de los años 1715-1720, Hyacinthe Rigaud, sobrecargado de trabajo y ya enfermo a veces, se excusa con frecuencia ante la augusta institución de no poder ejercer sus funciones como profesor. El 10 de enero de 1733, es elegido vicerrector; más tarde, cuando el 21 de noviembre muere el pintor Louis de Boullongne, toma su puesto de rector el día 28 siguiente. Aprovecha la oportunidad para intentar una reforma de los estatutos de la Academia, proponiendo asignar «la Dirección al Rectorado, como medio de preservar la unión que siempre ha habido en la Academia, para que cada Director sea Rector en su área».
Por último, el 5 de febrero de 1735 Rigaud renuncia a todos sus cargos, «habiendo tomado esta decisión después de haber sopesado cuidadosamente las circunstancias, la anuncia a la Compañía con tanta firmeza que por su parte es irrevocable». Queda, sin embargo, en muy buenos términos con la Academia hasta su muerte, y el 26 de mayo de 1742 entrega por fin su obra de ingreso como pintor de historia.

« Le Secrétaire a fait lecture d’une lettre de M. Rigaud adressée à M. De Largillierre, par laquelle il marque que, pour satisfaire à la promesse qu’il avoit faite, lors de sa réception, de fournir un morceau d’Histoire, il prioit l’Académie d’accepter celui qu’il avoit l’honneur de lui envoyer, représentant un St André à mi-corps ; qu’il étoit seulement fâché qu’une suite continuelle d’affaires l’eût empêché d’efectuer plus tôt sa parolle. »
«El Secretario ha dado lectura de una carta del Sr. Rigaud dirigida al Sr. De Largillierre mediante la cual señala que, para cumplir la promesa que había hecho con ocasión de su ingreso de proporcionar una obra de Historia, suplica a la Academia que acepte la que tiene el honor de enviar, y que representa un San Andrés de medio cuerpo; que solo lamenta que una continua sucesión de asuntos le haya impedido cumplir antes su palabra».

### El Salón de 1704

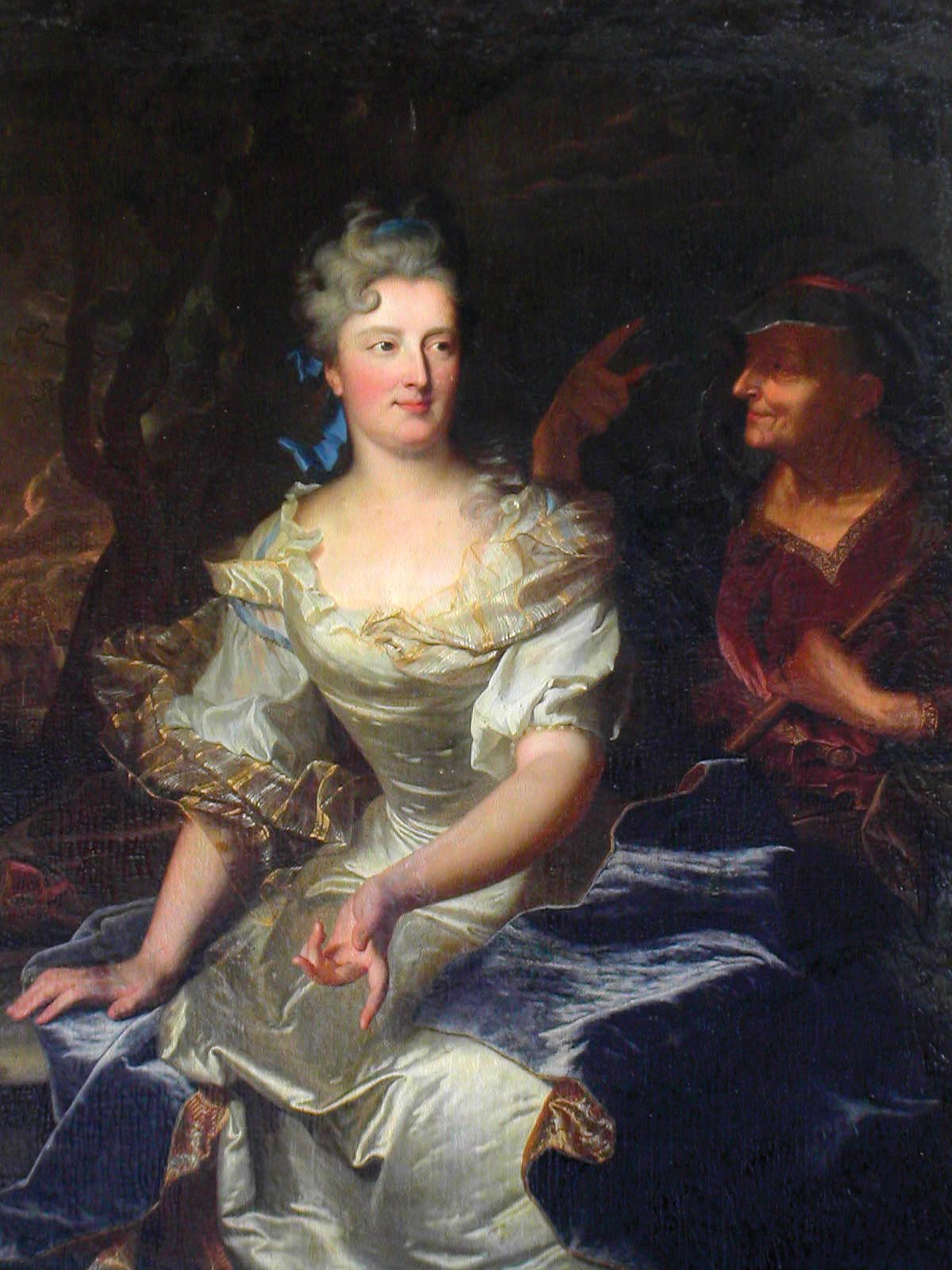
Rigaud: Portrait de Marie-Anne Varice de La Ravoye, née de Valières, travestie en Vertumne et Pomone, Fontenay-le-Comte, Château de Terre-Neuve.

Como profesor adjunto, Hyacinthe Rigaud expone en el Salón de los académicos más de una docena de retratos de reciente producción y de los más bellos, como los de Luis XIV con armadura, de Felipe V, del Grand Delfín, de su madre y de su hermano, pero también los menos conocidos del jansenista Jean-Baptiste de Santeul, del poeta Jean de La Fontaine y tres figuras de profetas: un San Andrés, un San Pedro y un San Pablo. El impacto es tremendo y los pedidos fluyen de todas partes. Esos años son los de la gloria y los más prestigiosos modelos.

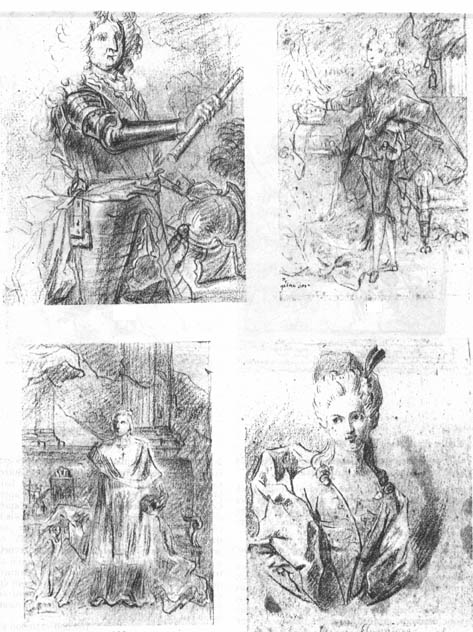
Anónimo francés del : página del Liber véritatis de las obras expuestas por Rigaud en el Salón de 1704. Colección privada.

El retrato de su fiel amigo y escultor Antoine Coysevox, presentado en dicho Salón, tiene además el honor de ser seleccionado como obra de ingreso del grabador de Lyon Jean Audran, el 27 de septiembre de ese año. Se unirá en la exposición a los retratos del abad Beignier, de Madame Bouret, nacida Marie-Anne Chopin de Montigny, de los condes de Revel y de Evreux, del obispo de Perpiñán, Flamenville, de los pintores La Fosse y Mignard, del escultor Desjardins, de Etienne de Lieutaud, amigo del pintor, de la bella madame de La Ravoye, del conde Pontchartrain, un autorretrato, los retratos de Gédéon Berbier du Metz, de Léonard Lamet, cura de Saint-Eustache y, por último, de Pierre Gillet.
Un autor anónimo, y sin duda ferviente admirador de Hyacinthe Rigaud, ha dejado afortunadamente un inestimable testimonio de aquella exposición, una especie de liber veritatis del pintor catalán, acompañado con algunos lienzos no expuestos. Anotó cuidadosamente el conjunto de las pinturas expuestas en setenta y cuatro hojas que componen un pequeño bloc encuadernado en papel vitela. En él están esbozados los retratos muy someramente con lápiz negro y tiza blanca, acompañados de valiosas anotaciones sobre los colores, hechas con pluma y tinta marrón bajo cada retrato. Junto al retrato de Madame de La Ravoye como Pomona figura también el retrato de Luis XIV con armadura en su versión del Prado. Hay también una representación de Susana en el baño de Jean-Baptiste Santerre y del Sacrificio de Abraham de Antoine Coypel que sin embargo no estuvieron presentes en dicho Salón.
A pesar de la tristeza causada por la repentina muerte de su hermano, el 28 de marzo de 1705, Hyacinthe Rigaud trabaja incansablemente y por primera vez, en febrero de 1707, examina con algunos de sus colegas las cuentas de la Academia elaboradas por el tesorero en ejercicio, René-Antoine Houasse. El 30 de mayo del mismo año redacta el primero de sus nueve testamentos y codicilos.

## La clientela
Desde el principio de la creación de su estudio, ubicado en la plaza de Las Victorias de París, Hyacinthe Rigaud ve pasar por él a una multitud de clientes, desde sencillos pescaderos a los nobles más ilustres.

### Los artistas
Pinta a varias figuras destacadas del mundo del arte, como los escultores Desjardins —un viejo amigo a quien hará tres retratos sucesivos—, Girardon y Coysevox, los pintores Joseph Parrocel (dos retratos), La Fosse (dos retratos) y Mignard, los arquitectos de Cotte, Hardouin-Mansart (dos retratos) y Gabriel... Los poetas no se quedan atrás, como La Fontaine o Boileau. Los prelados lo buscan, también. El cardenal Fleury solicitará dos veces a Rigaud, así como Bossuet, y los más influyentes arzobispos y obispos insistirán, desembolsando sumas de dinero desproporcionadas.

### Rigaud y la corte

Rigaud: Louis XIV en grand costume royal. 1701. París, Museo del Louvre.

Hyacinthe Rigaud goza de una carrera fulgurante, y de la consiguiente opulencia, en gran parte gracias a sus retratos de los miembros de la familia real y de la corte. Tampoco duda en vanagloriarse de ello y en utilizar esa reputación cuando tiene que suplicar a Luis XV que le aumente su pensión en el ocaso de su vida: «después de haber tenido el honor de pintar a los tres Reyes más grandes del Mundo, Luis XIV, Luis XV, y el rey de España, y al difunto Señor hermano único del Rey y a la difunta Señora, y todos los príncipes de su sangre hasta la cuarta generación por línea directa, Luis XIV, Monseñor el Gran Delfín, Monseñor el duque de Borgoña segundo Delfín y el Rey».
Pocos pintores tuvieron, como Rigaud, el supremo honor de seguir la genealogía real con tal fidelidad, como una especie de revancha, quizá, por no haber sido nombrado «primer pintor del rey» a la muerte de Le Brun en 1690, tal como relata el marqués de Dangeau: «El rey ha dado al Sr. Mignard todos los cargos que tenía Le Brun, y el de canciller de la Academia de Pintores, y el de Director de las manufactures des Gobelins; ello le supondrá 10 ó 15.000 libras de renta».
Cuando Antoine Coypel desaparece, el Mercure de France confirma el apartamiento definitivo de Rigaud:

« Selon les apparences, il n’y aura point de Premier Peintre du Roy, à la place de Monsieur Coypel ; les six mille livre de pension qu’il avoit en cette qualité sont partagées entre plusieurs peintres ; Monsieur Coypel le fils sera Premier Peintre de son Altesse Royale Monseigneur le duc d’Orléans et Garde des Tableaux du Cabinet du Roy, avec trois mille livres de pension ; Messieurs Boulogne et Rigaud auront chacun mille livres de pension et les mille livres restantes seront partagées en deux pensions de cinq cent livres chacune pour deux sujets de l’Académie qui ne sont point encore nommez. »
«Según parece, ya no habrá Primer Pintor del Rey en el puesto del Señor Coypel; las seis mil libras de pensión que recibía en calidad de tal se reparten entre varios pintores; el señor Coypel hijo será Primer Pintor de su Alteza Real el Señor Duque de Orleans y Guardián de los Cuadros del Gabinete del Rey, con tres mil libras de pensión; los señores Boulogne y Rigaud tendrán cada uno mil libras de pensión y las restantes mil libras se dividirán en dos pensiones de quinientas libras cada una para dos súbditos de la Academia que aún no están nombrados».

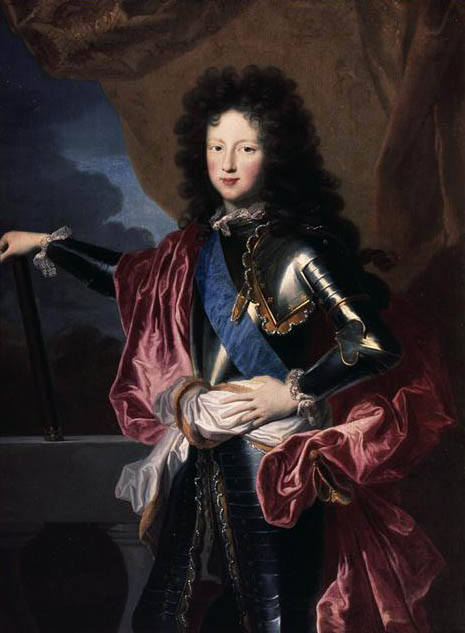
Portrait de Philippe II, alors duc de Chartres, 1689. Perpiñán, Museo Rigaud.

A partir 1688, todos los militares de alto rango, mariscales, obispos, arzobispos, encargados de latifundios, ministros, comisarios provinciales, parlamentarios y otros dignatarios de Francia posan para el artista al menos una vez. Aunque acudan a sus competidores directos, como Largillière o De Troy, estos modelos saben que exhibir en sus salones una obra salida del pincel de Rigaud da un cierto prestigio. El artista entra en contacto con la casa de Orleans cuando en 1683 pinta un busto de Alexis-Henri de Châtillon, quien «[...] había hecho su fortuna destacando en casa de Monsieur, del cual se convirtió poco a poco en primer caballero de cámara», según Saint-Simon. Tres años más tarde es el turno del Superintendente de Finanzas de la casa, Joachim Seiglières, señor de Boisfranc. Con apenas treinta años, Hyacinthe Rigaud parece haberse hecho notar lo suficiente en las altas esferas como para tener que ir a casa del hermano del rey, Monsieur, en 1688. Tal honor no tarda en rendir frutos, pues al año siguiente retrata a su antecesor, Felipe II, a la sazón duque de Chartres y futuro regente de Francia. Se puede afirmar sin duda que a partir de ese momento Rigaud pone un pie en la corte definitivamente: «El ejemplo de los príncipes fue seguido por toda la corte, y la cantidad de Soberanos y Señores que pintó le hizo ser reconocido como pintor de la corte. Parece que el cielo quiere que solo los grandes pintores pinten a los héroes, y hace que nazcan al mismo tiempo».

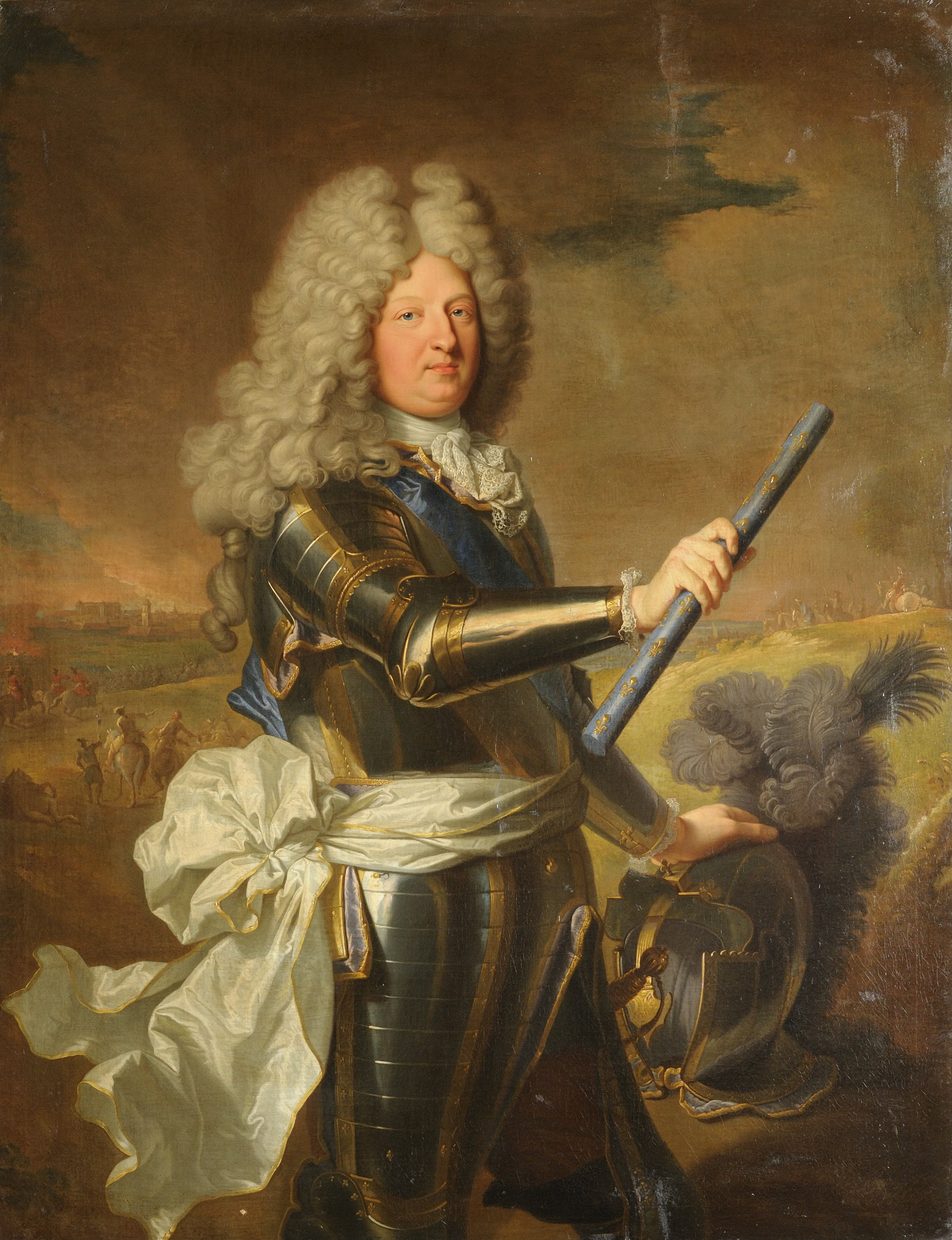
Portrait de Louis de France, dit le « Grand Dauphin », 1697. Madrid, Patrimonio Nacional.

Por otra parte, el mismo año 1689, Ana María Luisa de Orleans, duquesa de Montpensier, conocida como «la Grande Mademoiselle», prima carnal del rey, desembolsa sin inmutarse las 540 libras exigidas por Rigaud por un sencillo busto; precio relativamente razonable para el presupuesto de quien había heredado de su madre una considerable fortuna. La rama de los Borbones se echa en brazos del arte del catalán. Enrique III de Borbón-Condé, llamado «Monsieur le Prince», descendiente directo del Gran Condé, hace venir al artista a Versalles para que pinte a su hijo, Luis III de Borbón-Condé, «Monsieur le Duc». La hermana de este, María Teresa de Borbón-Condé, es pintada en 1691 a cambio 352 libras y 10 céntimos, mientras que su prima política María Ana de Borbón, llamada «Mademoiselle de Blois», posa ante Rigaud en 1706 con el título de «princesa viuda de Conti». Se instaura así una cierta «publicidad intrafamiliar».

Además de los condes, marqueses, príncipes y duquesas de la élite de la corte que se agolpan a las puertas del pintor, hay que anotar la producción, en 1691, de una enigmática « Coppie du Roy » («Copia del rey») por 188 libras. 

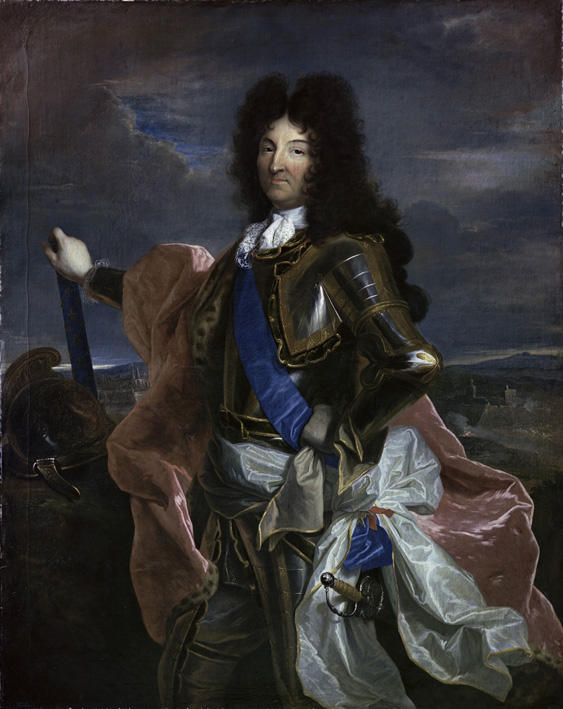
Hyacinthe Rigaud y Jean Ranc: primer retrato de Luis XIV, pintado en 1694. Brunswick, Herzog Anton Ulrich-Museum.

Ahora bien, tres años más tarde los libros de contabilidad abundan en indicaciones sobre copias de trabajo de un gran retrato de Luis XIV. Por lo tanto, es muy probable que en aquella época el artista tuviese que copiar el rostro del rey de un cuadro creado entre 1691 y 1692 por Charles-François Poerson. Es un gran éxito, si se tiene en cuenta la cantidad de prestigiosos patrocinadores que se afanan en conseguir copias que, en ocasiones, llegan hasta las 600 libras. Un año antes, Luis Alejandro de Borbón, conde de Toulouse, encarga un simple busto por menos de la mitad de esa cantidad. En 1708 repite la operación, pero esta vez con un fin mucho más ambicioso, representándolo ante una marina y mediante el pago de 1.200 libras.
Siguiendo los pasos del entorno del duque de Orleans y de los primeros miembros de su familia, el propio Luis XIV encarga al catalán su primer retrato oficial en el año 1694, como demuestra el gran número de copias realizadas ese año. Sin embargo, el original no figura en los libros de cuentas del pintor.

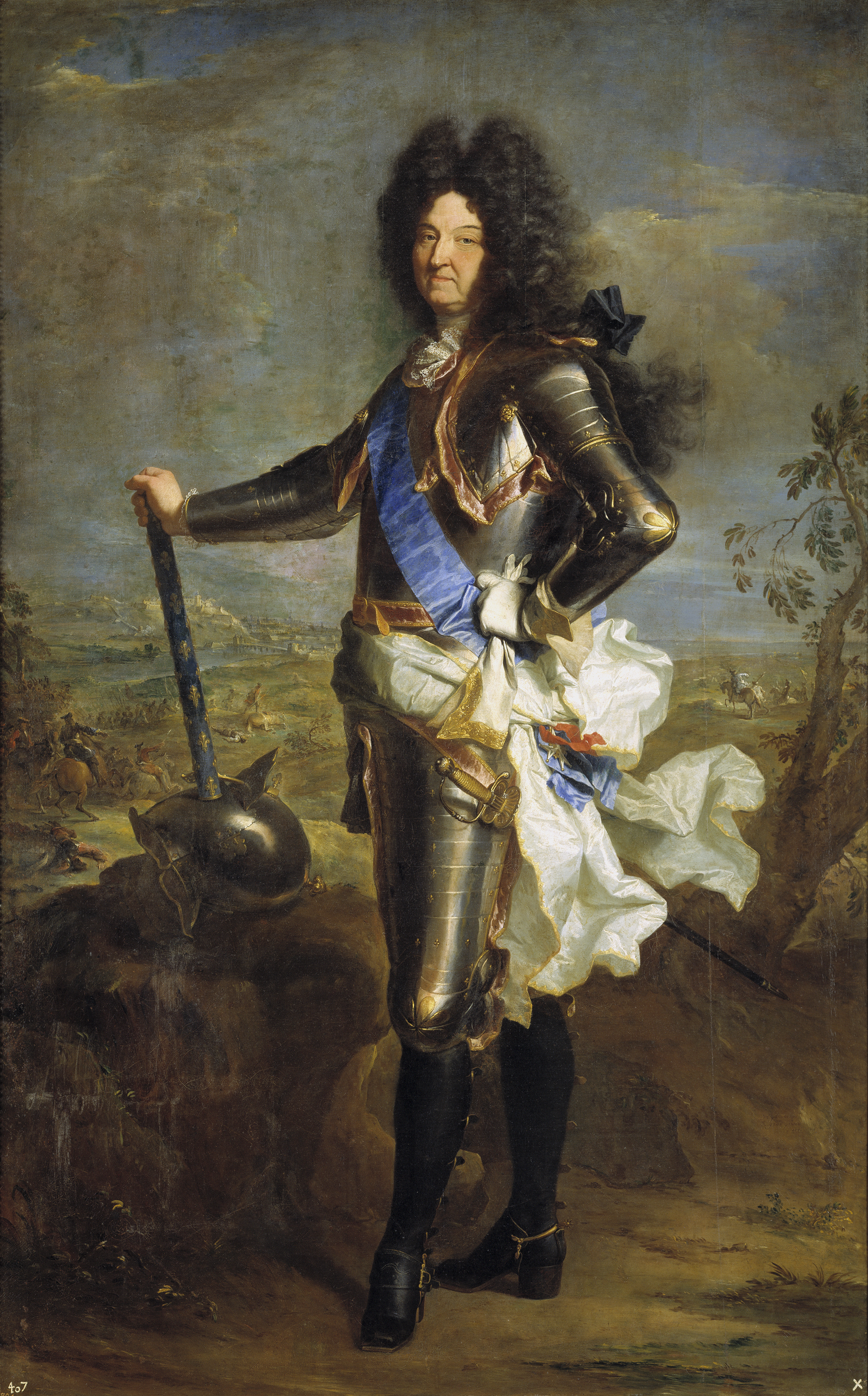
Luis XIV, rey de Francia, 1701. Madrid, Museo del Prado.

Pero es sin duda el año 1697 el que permite a Hyacinthe Rigaud reafirmar su éxito con la realización del retrato del hijo de Luis XIV, Luis de Francia, llamado el «Gran Delfín». Su representación como militar con armadura sosteniendo un bastón de mando tiene tanto éxito que son muchos los personajes que eligen, para su propia efigie, una imitación de esa postura. El Gran Delfín posa en primer plano ante el sitio de Phillipsburg, composición ideada por Joseph Parrocel, colaborador de Rigaud y especialista en conflictos militares.
De los tres hijos del «Gran Delfín» solo el duque de Berry no está en la «galería real» producida por el estudio. Su hijo mayor, Luis de Francia, duque de Borgoña, recibe a Rigaud en Versalles entre 1703 y 1704 para ser representado como jefe de los ejércitos en el sitio de Nimega; de nuevo Joseph Parrocel se encarga de la batalla de fondo. El hermano de Luis de Francia, el duque de Anjou, convertido en rey de España el 16 de noviembre de 1700 por un arreglo testamentario, tiene que abandonar Francia. Luis XIV, que desea conservar un recuerdo de su nieto, piensa entonces en aquel cuyo talento de retratista ha cautivado a la corte para que inmortalice su imagen; a cambio, responde a los deseos de Felipe V que quiere la efigie de su abuelo:

« Sa réputation [Rigaud] étant venue jusqu’au roi, par le portrait qu’il avoit fait de Monseigneur, commandant devant le siège de Philisbourg, il eut l’honneur en 1700, d’être nommé par Sa Majesté, pour peindre Philippe V, roi d’Espagne, son petit-fils, quelques jours avant son départ pour aller prendre possession de ses royaumes. Cet ouvrage donna lieu au roi d’Espagne de prier le roi, son grand-père, de lui donner aussi son portrait peint de la même main ; ce que Sa Majesté lui accorda. Rigaud eut l’honneur de le commencer l’année suivante ; et étant achevé, ce monarque le trouva d’une ressemblance si parfaite et si magnifiquement décoré, qu’il lui ordonna d’en faite une copie de même grandeur, pour l’envoyer au roi d’Espagne, à la place de l’original. Sa Majesté très-chrétienne y est peinte en pied, revêtue de ses habits royaux. Ce tableau a dix pieds et demi de haut ; il est placé à Versailles, dans la salle du Trône, et celui du roi d’Espagne dans le cabinet de Sa Majesté. »
«Habiendo llegado su reputación [de Rigaud] hasta el rey, por el retrato que había hecho de Monseigneur como comandante en el sitio de Philipsburg, tuvo el honor de ser designado en 1700 por Su Majestad para que pintase a Felipe V, Rey de España, su nieto, unos días antes de su partida para tomar posesión de sus reinos. Este trabajo dio ocasión al rey de España de pedir al rey, su abuelo, que le diese también su retrato pintado por la misma mano, lo que Su Majestad le concedió. Rigaud tuvo el honor de comenzarlo al año siguiente; una vez acabado, el monarca lo encontró de un parecido tan perfecto y tan magníficamente decorado que le encargó hacer una copia del mismo tamaño para enviarla al Rey de España, en vez del original. En él, Su muy cristiana Majestad está pintada de pie, con su vestimenta real. Este cuadro tiene diez pies y medio de alto y está colocado en Versalles, en el salón del Trono, y el del rey de España en el gabinete de Su Majestad.».

12.000 libras se pagan en esa ocasión por tres cuadros.

### El tríptico de Luis XV
Tres retratos sucesivos de Luis XV salieron del pincel de Rigaud. Muy excepcionales por su contexto, a veces en una pose convencional, aunque no por ello dejan de magnificar su función como rey: la de reinar. Podemos seguir la evolución de los rasgos del joven monarca antes de que su amor a la intimidad lo lleven hacia retratos más modestos, más acordes con su gusto por los salones íntimos y familiares.

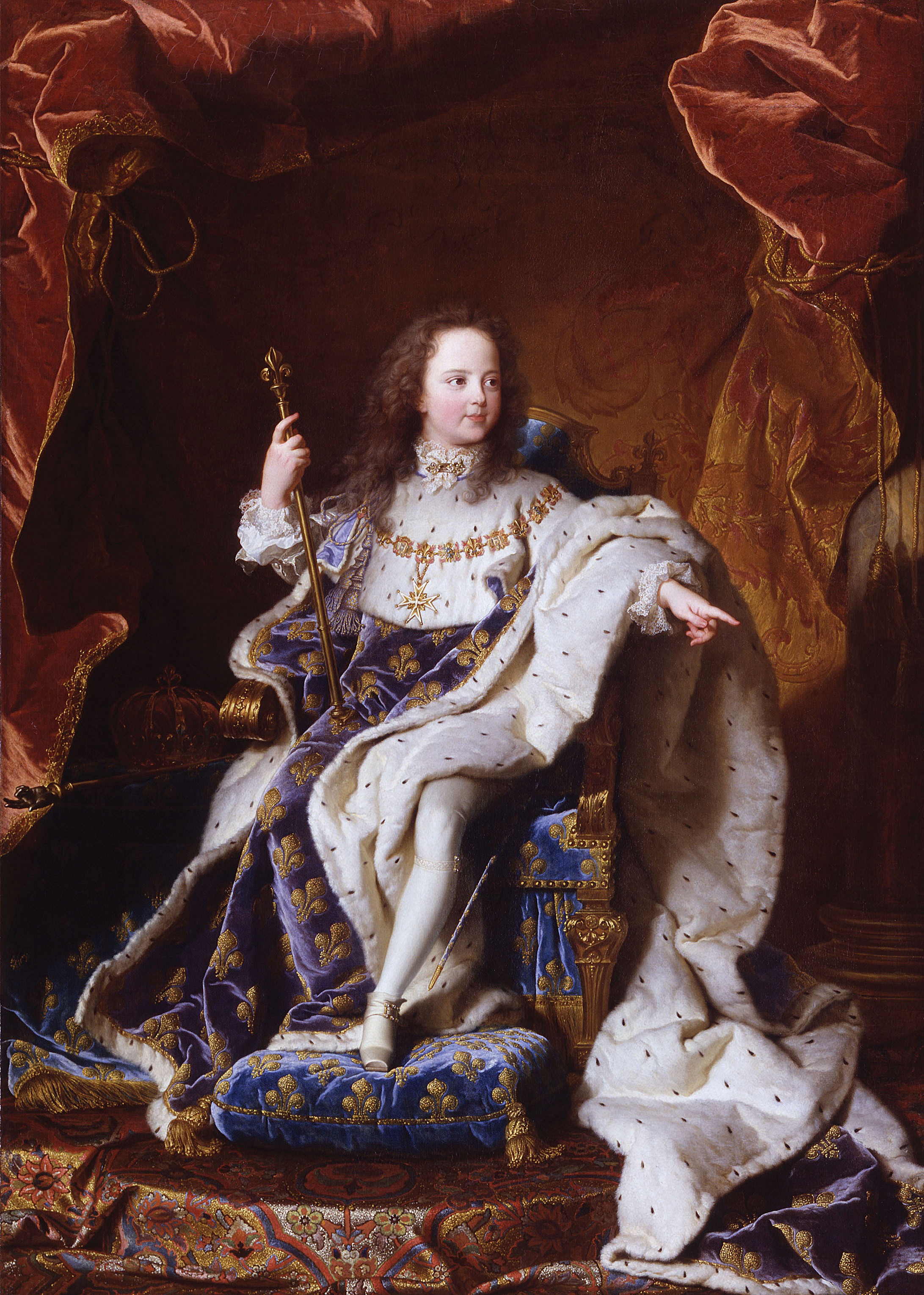
Retrato de Luis XV, 1715. Versalles, Museo Nacional.
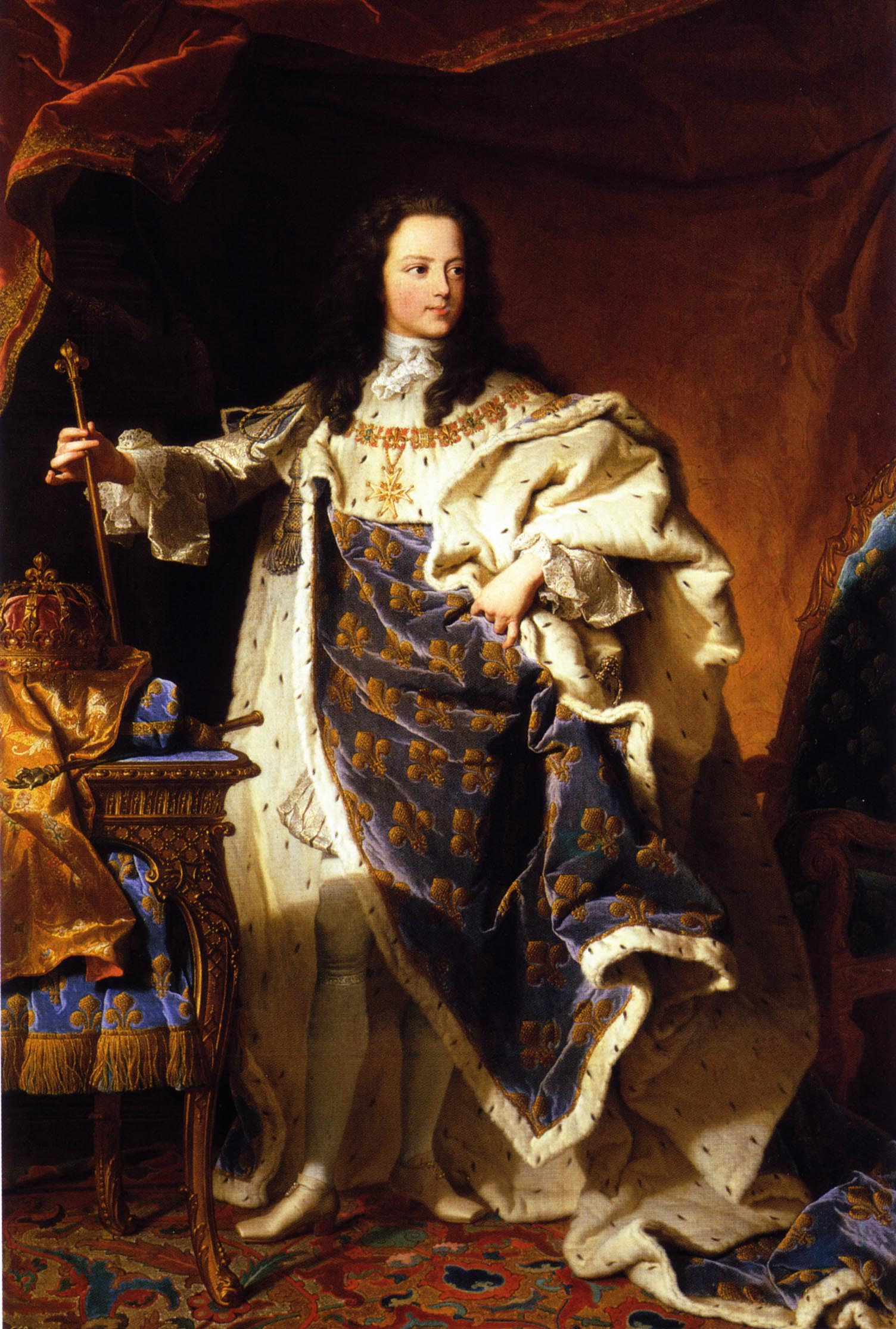
Retrato de Luis XV, 1721. Madrid, Patrimonio Nacional.
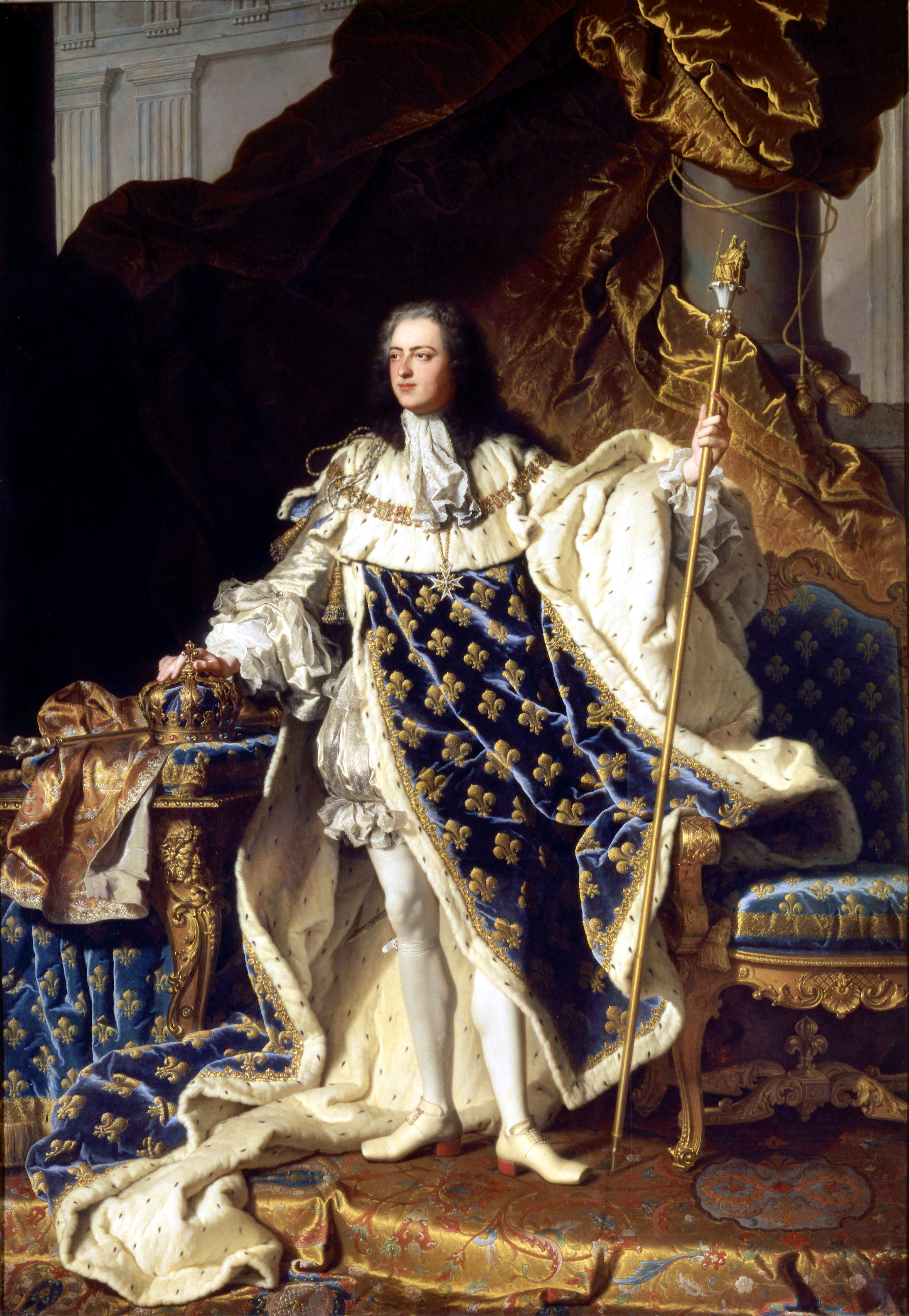
Retrato de Luis XV, 1727-1729. Versalles, Museo Nacional.

En septiembre de 1715, en su estudio, pocos días después de la muerte de Luis XIV ocurrida el 1 de septiembre de ese año, Hyacinthe Rigaud termina de trazar los rasgos del joven Luis XV, que había posado para él en Versalles poco tiempo antes, a petición del Regente. Mediante una orden por escrito de fecha 18 de agosto de 1716, el joven rey indica al prior de Saint-Denis que proporcione al artista los ornamentos reales que se conservan en la abadía, para que pueda completar el retrato en la tranquilidad de su estudio. El Nouveau Mercure de France de junio de 1717 se hace eco del éxito de este retrato: «El retrato del rey que el Sr. Rigaud había comenzado en el mes de septiembre de 1715, y que terminó hace solo unos días, fue presentado por el famoso pintor el 7 de junio de 1717 al Señor duque Regente. El día 10 fue llevado a Su Majestad, que pareció muy contento de tenerlo en su gabinete, porque es muy bello y muestra un gran parecido.» Los 24 ejemplares encargados por la administración de los edificios del rey entre 1716 y 1721, en diversas formas, dan fe del éxito de esta pintura, extraordinariamente virtuosa y verdaderamente conmovedora de un niño cuya belleza es reconocida universalmente.
La importante suma de 8.000 libras que recibe por este encargo la dobla Rigaud en 1721 por un segundo retrato del monarca, en el que el joven rey, de pie, desafía el recuerdo hierático de su antepasado. Su ubicación en Madrid se explica por el hecho de que la obra estaba destinada a ser enviada a España por encargo de Felipe V. De hecho, a pesar de la corta guerra de 1719 entre las dos naciones, Francia y España habían decidido unirse en un acuerdo firmado el 1 de abril de 1721. De este modo, el nuevo retrato del joven Luis XV está destinado a sellar dicho acuerdo. Luis XV tiene once años y su prima hermana, Mariana Victoria, dos. Mientras el mariscal de Villeroy sugiere al lloroso rey que consienta de buen grado en la unión, el Regente escribe el 20 de septiembre de 1721 a Felipe V y a la reina Isabel de Farnesio para notificarles la aceptación que, finalmente, será de corta duración. Pero los pintores de la corte se había anticipado a este fracaso conmemorando el compromiso con la creación de numerosos retratos de los dos prometidos. Por otra parte, el rey de España encarga al estudio una copia del retrato de cuerpo entero de su abuelo, Luis XIV, por 4.000 libras y una de su padre, el Gran Delfín, por 1000 libras. La caja del artista se llena con rapidez, por cuanto otros modelos aprovechan para solicitar sus servicios, como don Patricio Laulès Briaen, embajador de España en Francia desde abril de 1720 hasta marzo de 1725 y, a ese título, encargado de la alianza entre los dos estados con vistas a la futura boda real.
Cuando Rigaud es solicitado de nuevo por la corte, en 1727, pide sin inmutarse las 15.000 libras que propiciarán la creación del tercer retrato de Luis XV con traje real. «Tengo entendido que el Sr. Rigaud está retratando al Rey y que Su Majestad tiene la bondad de concederle su tiempo», reflexiona Nicolás Vleughels en una carta al duque de Antin, fechada el 7 de abril de 1729. Además, el artista había abordado la vestimenta, junto con el fondo, en el verano de 1729, como lo demuestra el sello de la carta de 25 de junio al prior de Saint-Denis ordenándole prestar a Rigaud las insignias reales para reproducirlas en el retrato.

### La realeza europea

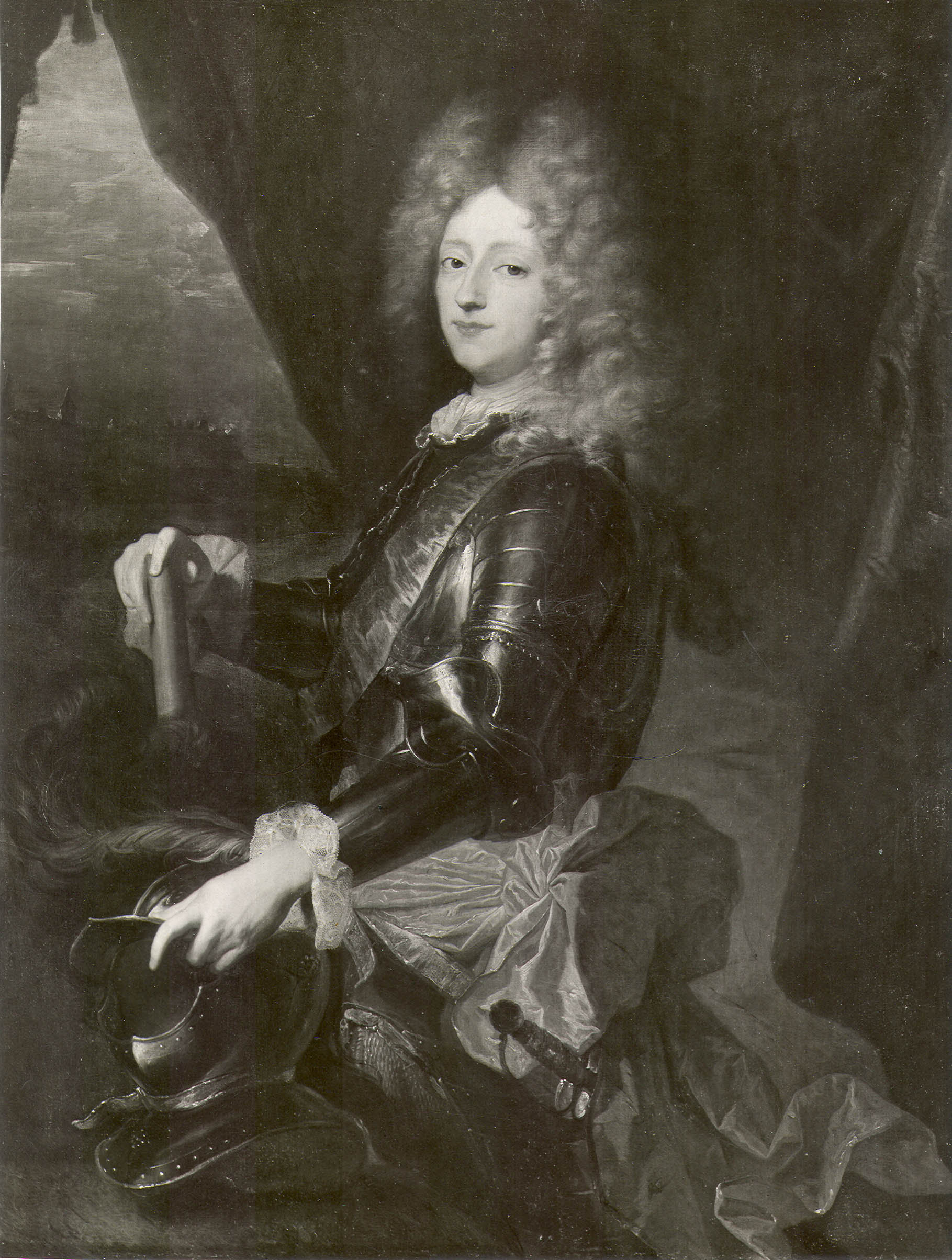
Rigaud: Portrait de Frédéric IV de Danemark, 1693. Copenhague, Kunstmuseum.

Con la desaparición del viejo monarca y el advenimiento de la Regencia, la producción de Rigaud no desciende. Gracias al advenimiento del duque de Orleans, que toma las riendas del poder durante la minoría del futuro Luis XV, y que demostró un indiscutible gusto por los artistas italianos y los nuevos talentos nacionales, Rigaud se centra aún más en los particulares y la alta nobleza. Su aura y su reputación hacen que también pase por su estudio la mayor parte de los embajadores europeos, como el enigmático «Sr. Milord» en 1681, o Henning Meyer, conde de Meyercron, embajador de Dinamarca, el conde Carl-Gustaf Bielke, embajador de Suecia, los Brignole, embajadores de la República de Génova, o Dominique-André, conde de Kaunitz, embajador de Austria. Pero esta lista no es, ni mucho menos, exhaustiva.

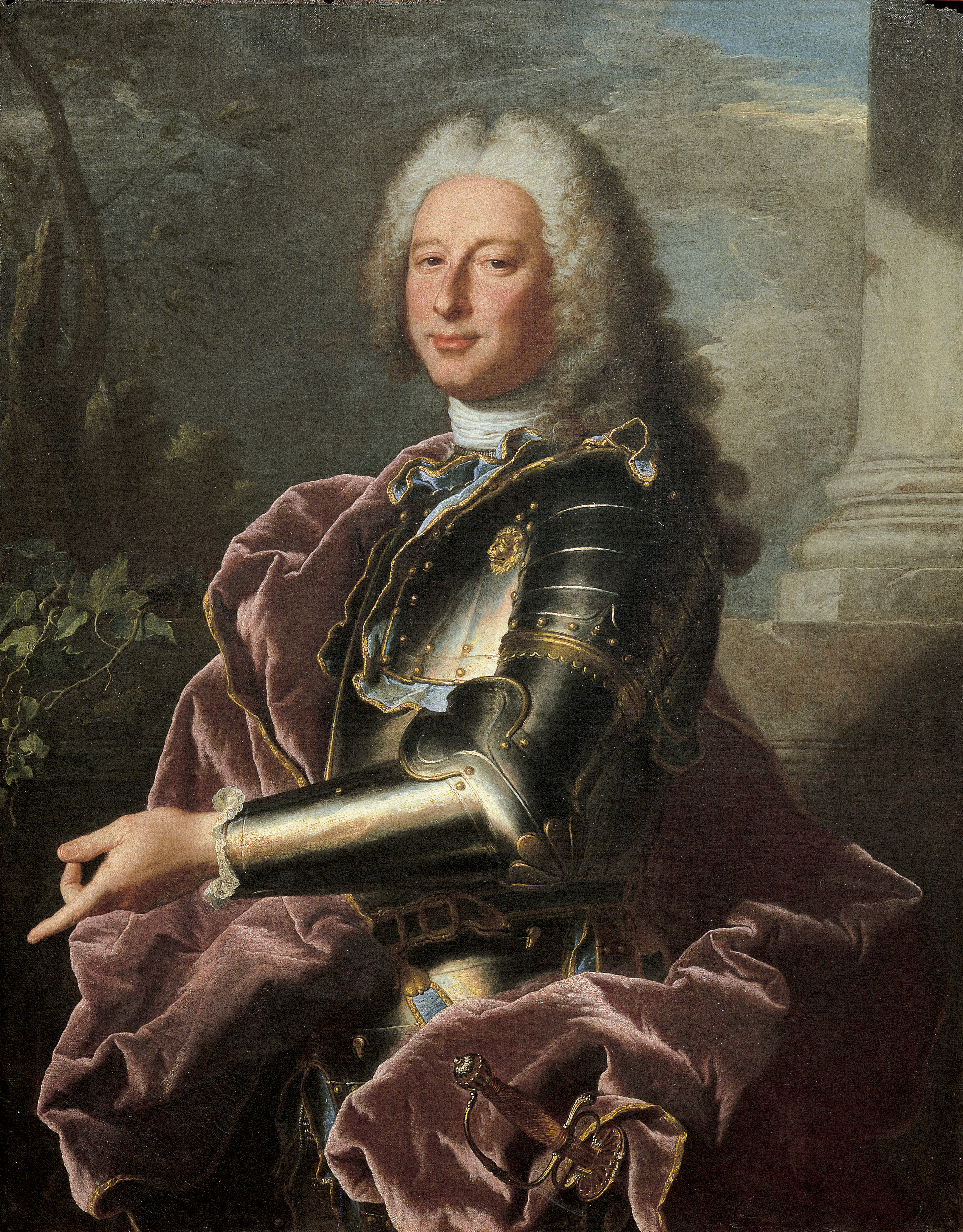
Gian Francesco II Brignole Sale, dogo de Génova de 1746 à 1748, por Hyacinthe Rigaud en 1739. Palazzo Rosso, Génova.

Lógicamente, los príncipes extranjeros que están haciendo su «Grand Tour» iniciático también desean llevarse consigo un recuerdo de Francia y, especialmente, su retrato hecho por Rigaud. Ya en 1691, el heredero del trono de Dinamarca, Federico IV, había encargado el suyo a cambio de un estipendio de 470 libras, antes de regresar al estudio del artista dos años después. Se convertiría en rey en 1699 y su estancia en Francia fue comentada por Saint-Simon:

« [Frédéric IV] s'était mis à voyager sur la fin de l'année précédente, et qu'il était en ce temps-ci à Venise pour y voir le carnaval. Il était venu en France étant prince royal, et promettait fort peu, […] : quoique incognito, il fut reçu partout en France avec une grande distinction […]. Il ne vit le roi et Monseigneur qu'en particulier dans leur cabinet. Le roi le fit couvrir et demeura debout ; Monseigneur lui donna la main et un fauteuil, mais sans sortir de son cabinet et seuls. Il y eut un grand bal paré, fort magnifique, dans le grand appartement du roi à Versailles, où il fut sans rang, incognito ; mais le roi lui vint parler plus d'une fois, et [il eut] au rang près tous les honneurs et les distinctions les plus marquées. […] Il fut assez peu à Paris, et s'en retourna en Danemark en voyageant. »
«[Federico IV] había comenzado a viajar hacia finales del año anterior, y estaba entonces en Venecia para ver el carnaval. Estuvo en Francia siendo príncipe heredero, y prometía muy poco […]: aunque de incógnito, fue recibido en todas partes en Francia con gran distinción [...]. Solo visitó al rey y a Monseigneur en privado, en sus despachos. El rey lo hizo cubrirse y permaneció de pie. Monseigneur le dio la mano y lo invitó a sentarse, pero sin salir de su gabinete y solos. Hubo un gran baile de etiqueta, verdaderamente magnífico, en la grandes estancias del rey en Versalles, donde estuvo sin rango alguno, de incógnito, pero el rey se dirigió a él más de una vez, y [tuvo] casi de su rango todos los honores y las mayores distinciones. [...] Estuvo bastante poco en París, y regresó de viaje a Dinamarca.»

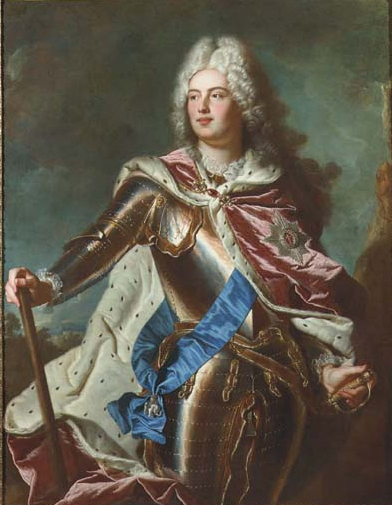
Rigaud y su estudio: Portrait d'Auguste III de Pologne, 1715. Colección privada.

Cuando muere Luis XIV, la diplomacia europea está en plena actividad en París y Versalles, marcada desde hace mucho tiempo por la política agresiva del viejo rey que multiplicaba los contactos tanto con sus aliados como con sus enemigos. Tratados, acuerdos e intercambios entre naciones hacen desfilar por la corte a cantidad de diplomáticos a los que Rigaud aligera alegremente sus bolsillos. Así, como preámbulo a la creación del retrato del rey Carlos XII de Suecia en 1715, su ministro plenipotenciario ya había pasado por los mejores retratistas del lugar. Erik Axelsson Sparre, Conde de Sundby, brillante teniente general que estará al mando del regimiento sueco, «Le Royal Suédois», desde 1694 hasta 1714, solicita una y otra vez a Rigaud en 1698 y 1717. Rey de Suecia desde 1697, Carlos XII no tuvo tiempo de desplazarse hasta París. Personaje singular y a menudo controvertido, soltero hasta su muerte, pasó 18 años de los 21 de su reinado combatiendo en el extranjero. Al no tener la oportunidad de trabajar en el cuadro del rey in vivo, Rigaud se inspira en un cuadro existente, prestado por el barón Sparre, y firma al dorso del lienzo: «Pintado por Hyacinthe Rigaud en París, 1715». El autor de la pintura que le sirve de inspiración, realizada en 1712 en Bender, en Turquía, antes de ser enviada a la corte de Suecia, era el propio hermano del barón, el general Axel Sparre. Rigaud copia, pues, el rostro del soberano y lo «viste» con una fórmula típica de su estudio repetida en numerosos retratos de militares franceses.
Ese mismo año de 1715 es particularmente fructífero para Hyacinthe Rigaud. El heredero de Augusto «el Fuerte», a la sazón rey de Polonia bajo el nombre de Augusto II, viaja a París. El príncipe elector, futuro Augusto III, se hace retratar de cuerpo entero, «con un gran manto real tachonado de insignias de la orden del Elefante de Dinamarca, flanqueado por un moro vestido de húsar». Además de las 4.000 libras exigidas por esta obra, Rigaud recibe una gratificación, algunas medallas conmemorativas y un gran premio.

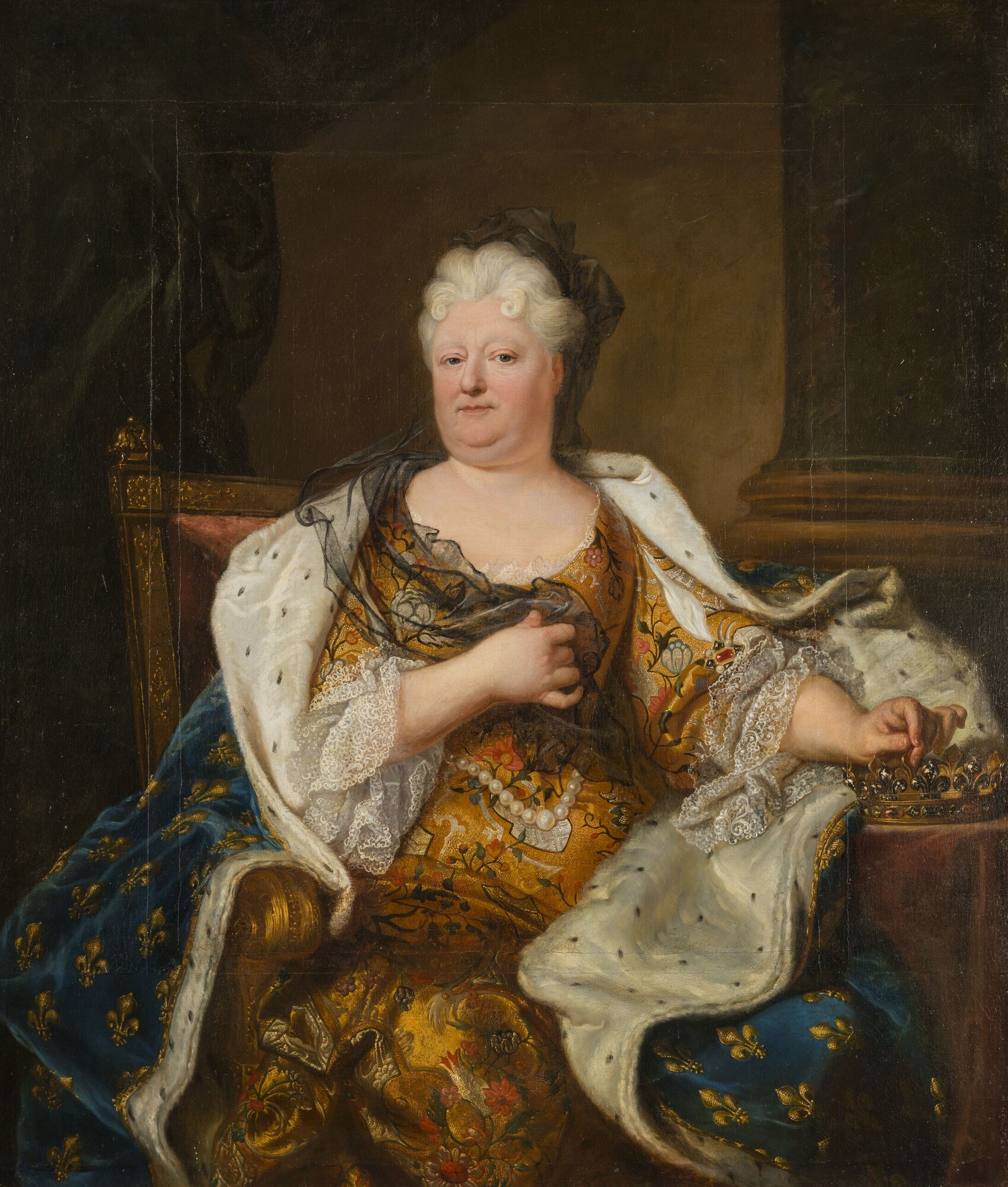
Rigaud y su estudio: retrato de la Princesa Palatina, 1713. Versalles, Museo Nacional.

En 1713 es Madame, segunda esposa de Monsieur y madre del Regente, quien solicita su retrato, el único que considerará que tiene un parecido, tal como ella misma relata en una carta dirigida a su hermanastra, la raugraf Luisa: «Me ha reproducido tan perfectamente que es asombroso; veréis, querida Luisa, hasta qué punto he envejecido». El retrato gusta igualmente al rey:

« Madame la duchesse douairière d’Orléans, princesse palatine de Bavière, ordonna en 1713, à M. Foucault, Conseiller d’état et chef de son conseil, auquel celle princesse avoit promis son portrait, d’amener Rigaud à Marly pour le commencer. Le roi fut si frappé de la ressemblance et de la magnificence des ajustements de cet ouvrage, qu’il dit à celle princesse, qu’il vouloit qu’elle le gardât pour elle, et qu’elle en fit faire une copie pour celui à qui elle l’avoit destiné, ce qui fut exécuté. Ce grand prince ajouta que cet ouvrage faisait honneur à son auteur et qu’il lui en feroit dans tous les temps. »
«La Señora duquesa viuda de Orleans, princesa palatina de Baviera, encargó en 1713 al Sr. Foucault, Consejero de Estado y jefe de su consejo, a quien la princesa había prometido su retrato, que trajera a Rigaud a Marly para que lo empezase. El rey quedó tan impresionado por el parecido y la magnificencia de la composición de esta obra que dijo a la dicha princesa que deseaba que la conservara y que encargase una copia para aquel al que estaba destinado, lo cual se hizo. Este gran príncipe añadió que esta obra honraba a su autor y que lo haría en el futuro».

## El estudio
Después de estos éxitos, y en los albores del Siglo de las Luces que favorecería la libertad de creación y la intimidad familiar, el retrato doméstico se convierte en objeto de representación. Hay que darse prisa. Desbordado rápidamente por los pedidos, Hyacinthe Rigaud, que ya tiene problemas en satisfacer sus obligaciones contractuales para con la Academia, tiene que rodearse de artistas especializados tanto en las flores como en los paisajes.
Los libros de cuentas del artista, llevados escrupulosamente a lo largo de todo el tiempo que duró su famoso estudio —que reunía a artistas de renombre como Joseph Parrocel, su hermano Gaspar o Belin de Fontenay, especializados en escenas de batallas o en flores— dan testimonio de su enorme producción hasta el ocaso de su vida. Incansablemente, y víctima de su éxito, Rigaud responde sin parar a la creciente demanda.

### Los colaboradores

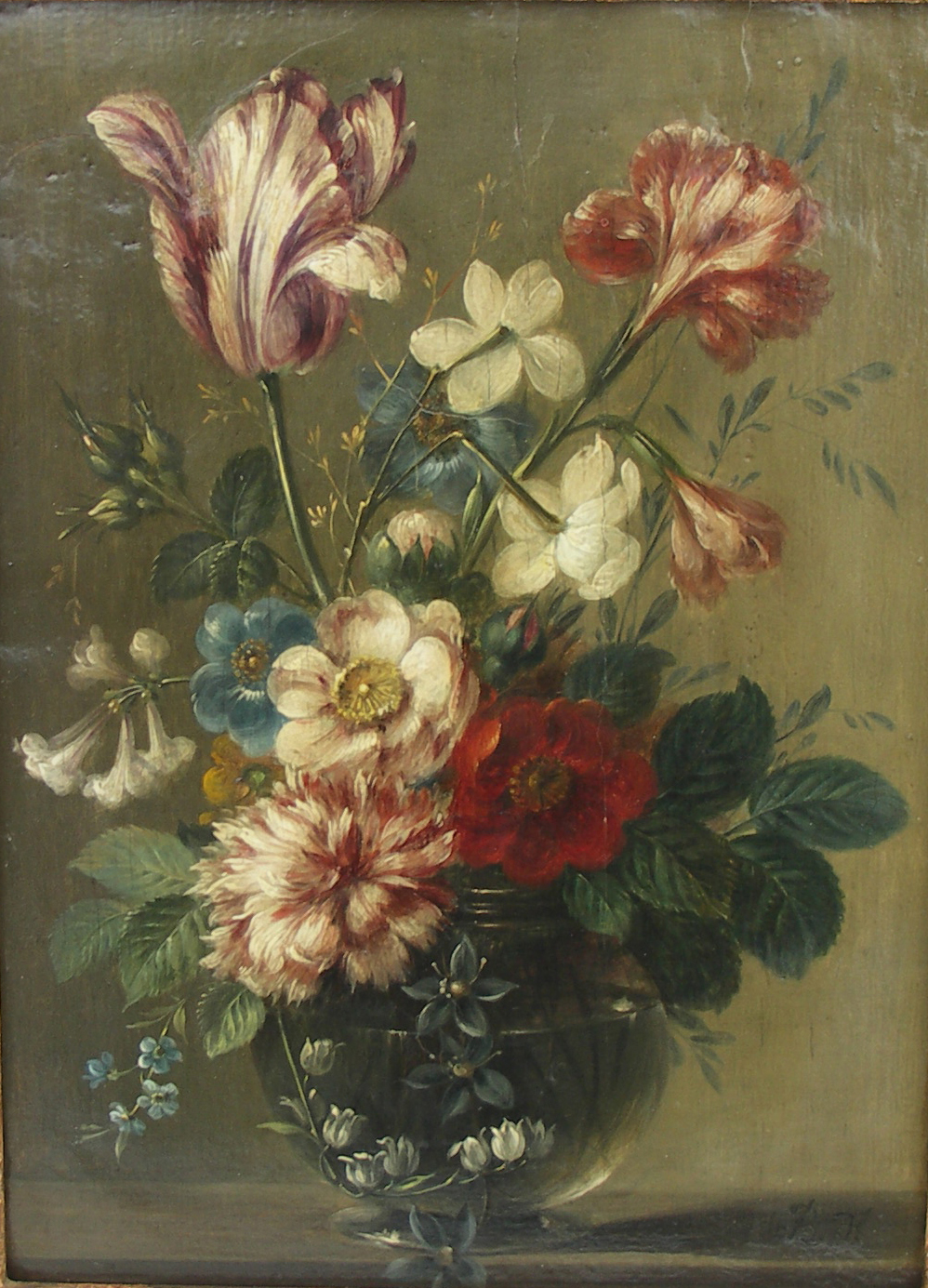
Rigaud: Études de fleurs por Belin de Fontenay. Colección privada.

Artistas a menudo modestos, completamente desconocidos hoy día, trabajan con un maestro cuya amabilidad es ya famosa en la sociedad y a los que a veces proporciona alojamiento. Así, desde 1694 sabemos de la presencia de Verly, Joseph Christophe, Jacques Mélingue, el grabador Claude Leroy, Nattier, Barthélémy y Hérault.
Todo este equipo obliga a Hyacinthe Rigaud a aumentar sus zonas de trabajo o a renegociar el precio de los locales: «[...] Me habéis conocido bien alojado por seiscientos francos, y por el mismo apartamento me han pedido cuatro mil libras; como lo he dejado por esa razón, no he podido evitar alojarme en otro sitio por menos de mil escudos [...]». Así pues, desde 1692 hasta 1732 tiene diferentes direcciones, pero siempre en la orilla derecha del Sena, entre la Plaza de las Victorias, la calle Louis-Le-Grand, la calle de La Feuillade o la Neuve-des-Petits-Champs, por citar solo algunas. Gracias al inventario póstumo, sabemos ahora que el 12 de julio de 1732, firma un contrato privado de arrendamiento con Jean Lafontaine hijo, guarnicionero del rey, por 1600 libras al año por el alquiler de seis habitaciones en el entresuelo, once en el primer piso y una en el ático de un palacete particular situado entre las calles Louis-Le-Grand y Neuve-des-Capucines), o sea, dieciocho habitaciones en total.
Los estudios se instalan en el ala izquierda: una antesala reservada a los clientes, una habitación bien iluminada utilizada como estudio, un gran gabinete provisto de tres piezas más pequeñas y comunicadas y una sala «de cuadros» que alberga la colección personal de Rigaud. El contrato de arrendamiento se renueva por seis años el 15 de diciembre de 1734 y después el 23 de julio de 1740.

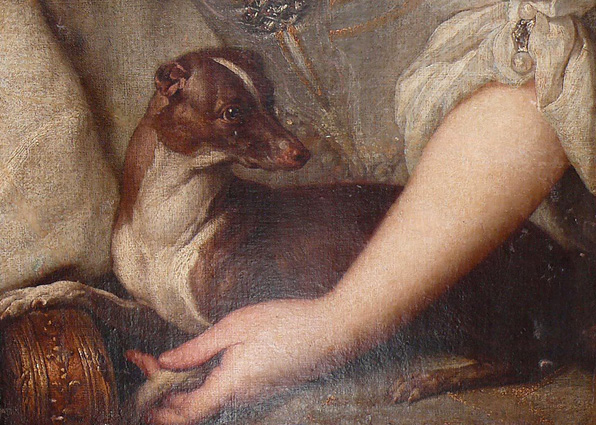
Detalle del perro del Retrato de la princesa Marie-Anne de Conti, pintado por Rigaud y su estudio en 1706. Colección privada.

El año 1695, fecha de las grandes embajadas de Versalles a continuación de los acuerdos entre Saboya y Francia en la Guerra de los Nueve Años, se duplica el número de ayudantes de estudio para satisfacer la creciente demanda. Dupré se une al equipo, junto con el hermano Rigaud, Gaspard, y François Taraval. Al año siguiente, llegan Siez, el pintor de batallas Joseph Parrocel, Jean Le Gros y Jean Ranc.
Luego, en 1697, año de producción del retrato del Gran Delfín, el maestro contrata a Joost Van Oudenaarde, el pintor de flores Jean-Baptiste Belin (o Blain) de Fontenay, a los que se unen Robert Tournières y Adrien Le Prieur en 1698, Viénot y el especialista en flores Huilliot Pierre-Nicolas (1674-1751) en 1699, David Le Clerc y François Bailleul en 1700, Fontaine en 1701, al año siguiente Menard, luego Delaunay, Antoine Monnoyer, especializado en flores y Alexandre-François Desportes que pinta algunos animales pero también retratos.
A estos especialistas se añaden Hendrick Van Limborg para las armaduras y las batallas, Monmorency para los dibujos, Nicolas Lecomte, Louis-René de Vialy, Charles Sévin de Penaye, uno de los más fieles ayudantes del maestro, y finalmente Pierre Bénevault.
La cuestión del aspecto autógrafo de las obras de Rigaud se ha planteado a menudo y aún se plantea. Si bien tenemos suficientes ejemplos que demuestran que Rigaud es tan capaz de pintar una cara, transcribir de modo ejemplar un parecido, como de sublimar una mano o dar vida a un tejido, también lo sabemos capaz de dotar de alma a una flor, encender un cielo crepuscular o inventar una escena bíblica. Simplemente, con el transcurso del tiempo delega en algunos colaboradores de confianza la pesada tarea de copiar y realizar tan bien como él mismo el brillo de una armadura o el suave resplandor de una tela. Principiantes o veteranos, estos artistas se encargan de «vestir» un rostro esbozado por Rigaud sobre una famosa preparación roja.

## El hombre

### Matrimonios
En 1703, Hyacinthe Rigaud tiene 44 años. Nunca ha pensado en el matrimonio, o muy poco. La mañana del 17 de mayo de 1703, antes del mediodía, se dirige a la calle de Prouvaires, no lejos de la calle Neuve-des-Petits-Champs, donde reside, en la parroquia de Saint-Eustache. Allí se reúne con el notario Nicolas-Charles de Beauvais en casa de Marie-Catherine de Chastillon, hija de un procurador en el Parlamento, y con la cual firma un contrato de matrimonio. Puesto que el acta conservada en los archivos nacionales menciona la amistad que los esposos sienten el uno por el otro, sigue siendo difícil de explicar por qué el contrato se rompe finalmente el 23 de noviembre siguiente, o sea, siete meses más tarde, sin que el matrimonio se haya consumado.
No obstante, los testigos de Rigaud eran personas de mucho prestigio; todos los clientes del artista: el Mariscal de Francia Anne-Jules, duque de Noailles, Jean-Baptiste Colbert, marqués de Torcy, y Jules Hardouin-Mansart. Se supone que Rigaud había pensado en transmitir su naciente fortuna, que se exponía en un apéndice del contrato de matrimonio, y que ascendía a cerca de 79.000 libras. Se especula sobre la comunidad de bienes. La señorita Chastillon solo aporta 35.000 libras en diversas rentas. El artista no evocará nunca en sus biografías este proyecto abortado, del que solamente da testimonio un retrato, hoy perdido.

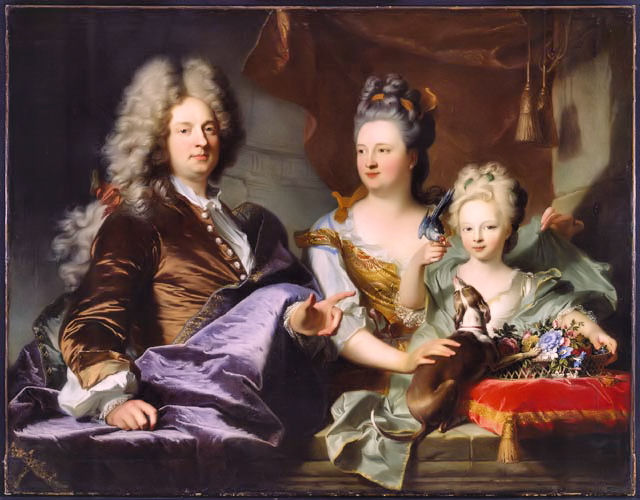
Rigaud: Retrato de la familia Le Juge, 1699. Ottawa, National Gallery of Canada.

Múltiples circunstancias explican su verdadero matrimonio, el 17 de mayo de 1710, con Élisabeth de Gouy, madre de una niña y viuda de Jean Le Juge, administrador en el Gran Consejo.
En realidad, Rigaud ya conoce a los padres de su futura esposa desde 1694. El 20 de septiembre de ese año, el artista pasa por el estudio del maestro Martin de Combes, en la calle del Bourg-Tibourg, en la parroquia de Saint-Paul, con el fin de legalizar la compra «de unos terrenos en el campo que consisten en una casa completa con sus pertenencias y dependencias [...], todo ello situado en Vaux, en la calle Pelles» y perteneciente desde 1683 a Jérôme Gouy, comerciante de París, y a Marguerite Mallet, su esposa.
En 1698, Rigaud ofrece a los esposos de Gouy sus respectivos retratos y al año siguiente comienza el retrato de la familia Le Juge: Jean Le juge, Elizabeth de Gouy y su hija, Marguerite-Charlotte Le Juge de Coudray, que acabará sus días «en el pueblo de Herbiers, parroquia de Saint-Pierre, en el Bajo Poitou, diócesis de Luzón», como se indica en el capítulo 11 del Arrêté de compte ensuite de l’exécution testamentaire (Auto de cuentas seguidamente de la ejecución testamentaria) de Rigaud, de fecha 6 de febrero de 1747.
Aunque la fecha de la muerte de Jean Le Juge no se conoce del todo, parece haber desaparecido el año 1706, fecha en la que el propio Rigaud copia una segunda versión del retrato anterior, igualmente fechada y firmada en el lienzo, abajo a la derecha. Hyacinthe Rigaud se casa con Élisabeth de Gouy, «por sus méritos personales» y en régimen de separación de bienes. La joven viuda no posee nada, excepto algo de ropa contenida en un armario y que en 1744 va a parar a manos de su hija. Sabemos, por el inventario póstumo del artista, que «hizo donación a dicha Señora, su esposa, de mil doscientas libras de renta vitalicia y de mil doscientas libras de los efectos de la herencia del citado señor Rigaud después de su muerte y de los muebles mencionados.»

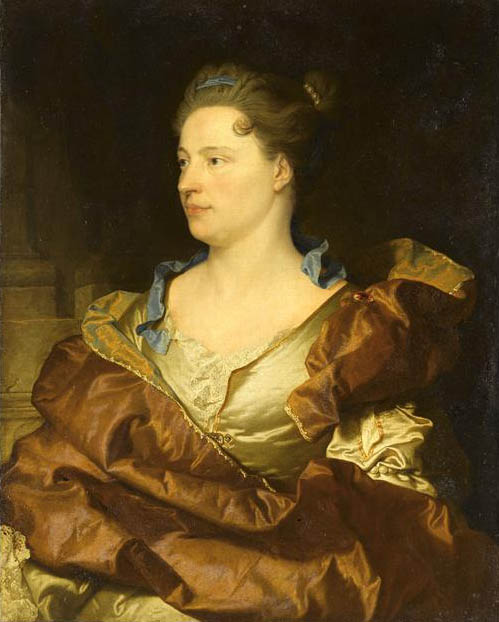
Rigaud: Retrato de la esposa del artista, Élisabeth de Gouy, v. 1743. París, Museo del Louvre.

El 15 de marzo de 1743, en su gran piso de la calle Louis-le-Grand, muere Élisabeth Gouy, a una edad aproximada de 75 años. Es enterrada en los Jacobinos de la calle Saint-Dominique, en presencia de Hyacinthe Collin de Vermont, ahijado de Rigaud, y de Louis Billeheu, notario y albacea testamentario. Rigaud, enfermo ya desde hace unos años, no puede asistir.
Una vez más, el relato de Dezallier d’Argenville arroja luz sobre el aspecto atormentado y trágico de ese año 1743:

« On ne peut être plus sensible qu’il le fut à la perte de cette femme en 1742 [sic]. Les soins qu’il prit d’elle pendant une très longue maladie, ont développé ses sentimens. Rien ne lui coûtoit pour soulager sa nombreuse famille, & particulièrement celle de sa femme. Il me raconta huit jours avant sa mort, qu’il avoit quatorze neveux, & qu’il étoit sans cesse occupé à leur envoyer des secours. Le Roi venoit de lui donner de nouvelles marques de bonté en lu accordant la pension de François Desportes, lorsqu’il fut surpris de grands maux de tête accompagnés d’une fièvre, qui firent craindre pour ses jours. Cette fièvre augmenta considérablement par la nécessité où il se trouva pour lever le scellé, d’entrer au bout de neuf mois dans la chambre où sa femme étoit morte. Il fut si saisi, que levant les bras au ciel, il s’écria : Ah ! je vais bientôt vous suivre ! En effet, il se mit au lit, la fièvre redoubla, & après 7 jours de maladie, elle l’enleva le 27 décembre 1743 [sic], à l’âge de 84 ans, sans laisser aucune postérité. »
«No es posible ser más sensible de lo que él fue con la pérdida de aquella mujer en 1742 [sic]. Los cuidados que le prodigó durante su larga enfermedad revelaron sus sentimientos. Nada escatimó para aliviar a su numerosa familia y especialmente la de su mujer. Ocho días antes de su muerte me contó que tenía catorce sobrinos y que se ocupó constantemente de enviarles ayuda. El Rey acababa de darle muestras de su bondad concediéndole la pensión de François Desportes cuando fue víctima de grandes dolores de cabeza acompañados de fiebre, lo que hizo temer por su vida. Esta fiebre aumentó considerablemente cuando, después de nueve meses, tuvo necesidad de retirar el precinto y entrar la habitación donde su mujer había muerto. Estaba tan afectado que, alzando los brazos al cielo, exclamó: ¡Ah! ¡Os seguiré pronto! De hecho, cayó en cama, aumentó la fiebre y, tras siete días de enfermedad, esta se lo llevó el 27 de diciembre de 1743 [sic] a la edad de 84 años, sin dejar descendencia alguna.»

Hyacinthe Rigaud también fue conocido en su tiempo por sus dificultades de dicción, problema este que le permitió pintar con facilidad al abad de la Trapa en 1696. Mientras en 1698 el embajador Prior calificaba al artista como «el pícaro tartamudo Rygault», la princesa Palatina, en una de sus cartas francesas de 1713, confiesa: «Hay un pintor aquí, Rigo, que tartamudea de un modo tan terrible que necesita un cuarto de hora para cada palabra. Canta a la perfección y, cuando canta, no tartamudea en absoluto.»
Agradable y buena compañía, Hyacinthe Rigaud nos ha dejado casi cinco retratos oficiales. Era un hombre de buen gusto, coleccionista y astuto hombre de negocios. La exposición ‘’Dresde ou le rêve des princes’’ (Dresde o el sueño de los príncipes), celebrada en Dijon en 2001, mostró hasta qué punto actuó Rigaud como intermediario en el mercado europeo del arte, comprando con anticipación, presintiendo el mercado, vendiendo a continuación y abasteciendo a las cortes más prestigiosas. En su Catalogue raisonné des tableaux du Roy avec un abrégé de la vie des peintres (Catálogo razonado de las pinturas del Rey con un resumen de la vida de los pintores), de 1752-1754, Lépicié lo atestigua así:

« Indépendamment de tous les tableaux que le Roi fait faire par les peintres de son Académie, feu Monsieur Rigaud fut chargé de choisir ce qu’il y avait de meilleur et de plus rare en fait de peinture dans la collection de Monsieur le Prince de Carignan ; personne n’ignore les soins et les dépenses avec lesquelles ce Prince avait rassemblé les plus beaux ouvrages qui se trouvèrent dans son cabinet […] »
«Independientemente de todos los cuadros que el Rey mandó hacer a los pintores de su Academia, el difunto Señor Rigaud se encargó de seleccionar lo mejor y lo más original en materia de pintura de la colección del Príncipe de Carignan; nadie ignora con cuánto cuidado y gasto había reunido este Príncipe las más bellas obras que se encontraron en su gabinete [...]».

El catálogo de la colección del artista a su muerte pone de manifiesto con más fuerza aun sus gustos.
Extremadamente devoto, como lo demuestra su biblioteca, la mitad de ella compuesta de libros piadosos, Rigaud también estaba obsesionado con la idea de la salvación, sin duda legado de su madre, miembro del Tercio de la orden de Santo Domingo. Ahí están los preámbulos de sus numerosos testamentos para demostrarlo. Así, en el cuarto, fechado el domingo 16 de junio de 1726, «agradece a Dios haber nacido en el seno de la iglesia romana, mediante su gracia hace votos de morir en ella, le encomienda su alma y le pide perdón con toda la sinceridad de su corazón por sus pecados y le suplica no ser juzgado según el rigor de su justicia sino por la amplitud de su misericordia, y hacerlo partícipe de los efectos de su bondad y de su amor, del que tan vivas señales nos ha dado con la reencarnación de Nuestro Redentor Jesucristo, su único hijo, y el derramamiento de la preciosa sangre del Hijo, Dios y hombre, y Nuestro adorado mediador en el árbol de la cruz por todos los pecadores, invocando para ello la intercesión de la Santísima Virgen y de todos los bienaventurados.» Una fórmula ciertamente habitual, pero llevada aquí al paroxismo.

### Descendencia

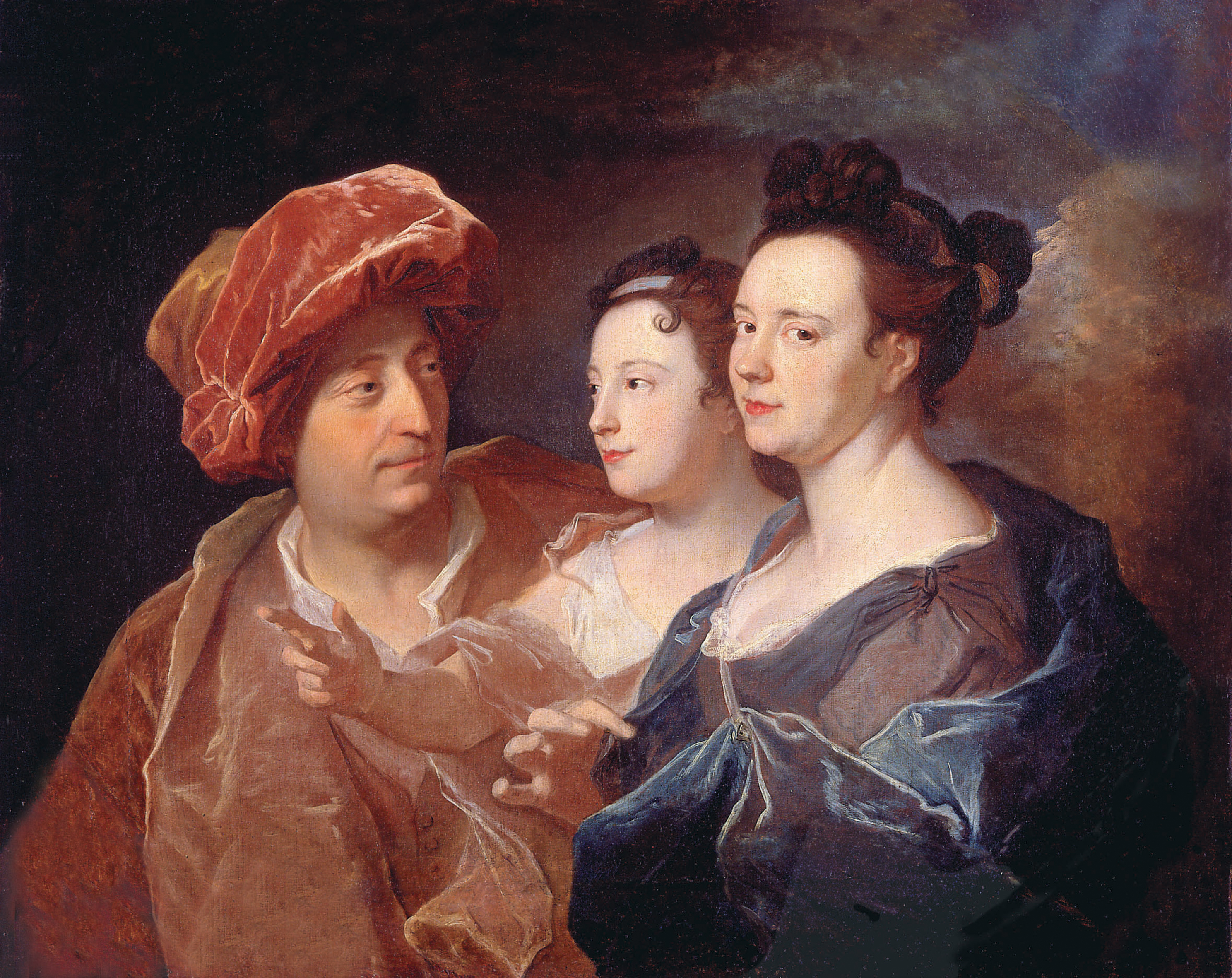
Retrato de la familia Lafita (detalle). París, Museo del Louvre.

Recientes investigaciones genealógicas permiten desvelar hoy la descendencia indirecta del gran pintor, aquella que fue heredera universal de sus bienes. En particular, las familias Conill y Xaupí existen aún hoy en Francia y en Santo Domingo.
Hyacinthe Rigaud no tuvo hijos, a pesar de su matrimonio con Isabel de Gouy, que a su vez tenía uno de su primer matrimonio. Así que volcó todo su cariño en sus sobrinos. De la unión entre María Serra y Matías Rigau nacieron tres hijos: Hyacinthe, Gaspard y Claire. Encontraremos a los descendientes de estos dos últimos en la herencia de Rigaud en 1744, materializada parcialmente en el inventario de bienes del artista:
La hija menor, Claire Marie Madeleine Géronime, nace en 1663. En 1679 se casa con Joan Lafita, conocido como «Jean Lafitte», consejero del rey y alguacil real en Perpiñán, muerto en 1737. Parece que Claire murió bastante pronto, pues el primer testamento de Rigaud del 30 de mayo de 1707 la menciona como «difunta señorita Claire Rigaud, su hermana». Sin embargo, da a luz tres hijas:
- La mayor, Marie, se casa en septiembre de 1703 con François Conill, boticario de Perpiñán. La vemos en el magnífico triple retrato llamado «de la familia Lafitte» pintado por Rigaud en 1695 y conservado actualmente en el Louvre, al haber sido legado al rey por el artista. Aunque François Conill parece que se volvió a casar después de la muerte de Maríe, alrededor de 1715, los tres hijos que tuvo con su primera esposa fueron objeto de atención por parte de nuestro pintor, en forma de 3.000 libras a repartir entre ellos. El primero, de nombre François como su padre, continuará con el negocio en el que seguía en 1745 en la calle de los Cordeliers, en Perpiñán, en la parroquia de Saint-Mathieu. Hyacinthe Mathias Antoine Philippe, nacido el 28 de octubre de 1743, primer hijo que tuvo de su unión con una tal señorita Viola, también recibirá un legado de 1000 libras, según un segundo codicilo de 27 de diciembre de ese año, redactado por su tío abuelo ya punto de morir. Su segundo hijo, Joseph François, emigró al otro lado del Atlántico, a la isla de Santo Domingo, donde el 24 de octubre de 1782 se casó con Marie Louise Desvarieux, hija de Jean-Baptiste y Marie Louise Ladoux. François Xavier Léger era el segundo y ya había recibido en 1742 «más del tercio que debía pertenecerle de las tres mil libras que dicho señor testador había legado por el citado testamento a los tres hijos Conill». Capitán de la milicia, lo encontramos el 26 de noviembre de 1744 en Croix-des-Bouquets, en la isla de Santo Domingo, ya casado con la viuda Marie-Anne Caradeuc, nacida el 8 de noviembre de 1713 e hija de Jean-Baptiste (1667-1718), señor de la Montagne, azucarero de Santo Domingo, y Anne Villeroy. Anne-Marie añadió a los cuatro hijos de su primer matrimonio un quinto, hijo de Xavier Conill. El último, también de nombre Hyacinthe, nuevo ahijado del pintor, abrazará la carrera militar como sargento en el Regimiento Real de Artillería, Batallón de Pombeck, compañía de Figeac.

- La segunda hija de Claire Rigaud-Lafitta, llamada Hyacinta como su tío y padrino, se casa en 1715 con el Sr. Nicolas Lanquina (a menudo escrito «Lenquine»), comerciante y más tarde recaudador de impuestos del rey en la ciudad de Colliure. Ambos vivían todavía en Colliure en 1744, «en la calle que sale de la plaza de la Iglesia parroquial de Nuestra Señora de los Ángeles».

- Por último, la tercera, Teresa, se casa en 1726 con Joseph Antoine Xaupí, quien sucede a su suegro en el cargo de alguacil real de Perpiñán. En 1738 se la menciona como viuda y vivía aún en 1744 en la calle del Marché au Blé, en la parroquia de Notre-Dame-de-la-Real, en Perpiñán.

Thérèse Xaupí y su hermana, Hyacinta Lanquina, serán los dos herederas universales de una tercera parte de los bienes de Rigaud —el otro tercio es para la esposa del pintor Jean Ranc—, incluyendo especialmente la mayor parte de la platería del pintor, el resultado de la venta de los muebles, «dinero en efectivo, joyas, títulos, papeles y otros efectos de la herencia».
Gaspard Rigaud, nacido el 1 de junio de 1661, sigue los pasos de su hermano mayor. Instalado en la calle Montmartre con su esposa, ejerce como retratista de la pequeña burguesía parisina, imitando claramente el estilo de su hermano. Hasta 1695 no aparece Gaspard junto a su hermano mayor en los libros de cuentas, escrupulosamente llevados por los colaboradores de Hyacinthe Rigaud. El 30 de julio de 1701 se presenta a la Academia Real de Pintura y Escultura y recibe, como encargo para su ingreso, los retratos de «los Señores Raon y Coypel hijo». Desgraciadamente, no tendrá tiempo de realizar su deseo puesto que muere el 28 de marzo de 1705.
Encontramos a sus hijos en los nueve testamentos que redacta Hyacinthe Rigaud a lo largo de su vida y, por supuesto, en el inventario de bienes de 1744. Por el momento no ha sido posible encontrar el retrato de Gaspard, aunque se menciona claramente un cuadro del joven (fol. 48, n.º 361) en el inventario de su hermano, finalmente legado a la esposa de Jean Ranc y a cuyas páginas nos referiremos para las cuestiones genealógicas.

### Fortuna
El 14 de marzo de 1744, cuando el comisario del Chatelet de París, Louis-Jérôme Daminois, entra en el apartamento del difunto, tras la gran antesala que da a la calle Louis-le-Grand, y rompe de nuevo los sellos de la puerta para proceder al inventario, no encuentra más que algunos objetos de valor pertenecientes a Élisabeth de Gouy: una cajita tapizada de agujas de punto que contiene unas muestras de seda. En el entresuelo usado como guardamuebles, solo un cofre cuadrado, cubierto de cuero negro, que contiene también trozos de seda para diversos fines. En la antesala de la habitación de su mujer, el funcionario y sus ayudantes abren un armario de madera ennegrecida decorado con hilos de cobre que no muestran más que algunas prendas de ropa que finalmente serán enviadas al Bajo Poitou, a casa de Margueritte-Charlotte Le Juge, única heredera de su madre. Por último, uno de los pequeños cajones de una cómoda decorada igualmente había servido como caja fuerte provisional para guardar algunas joyas de oro también encuentran aquí y allá repartidas en otros cajones.

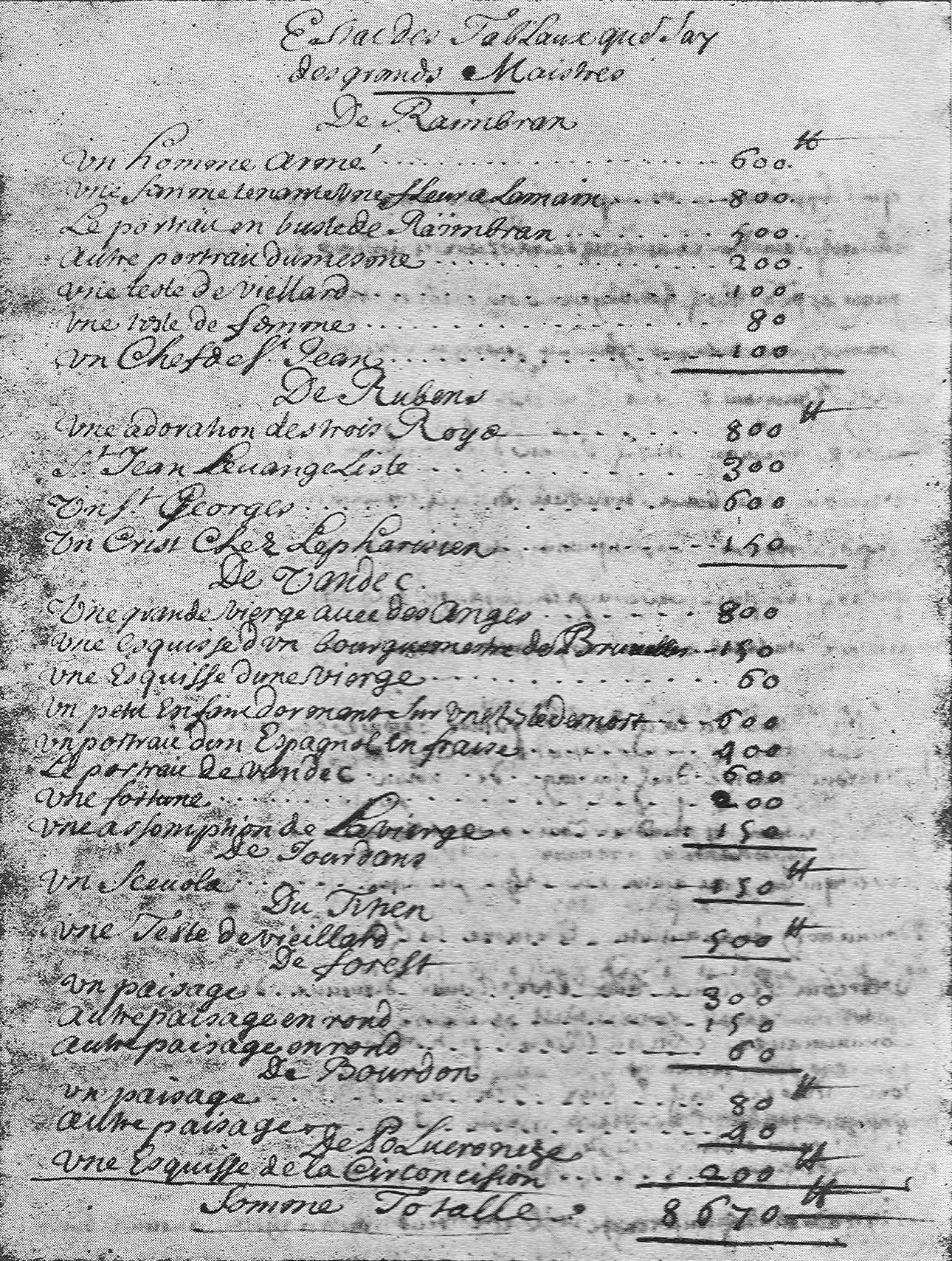
« État des tableaux que j'ay des grands Maîtres ». Lista de los cuadros de la colección Rigaud en 1703. París, Archives Nationales.

Pero la fortuna personal de Rigaud es muy distinta: consiste en el catálogo de sus bienes, valorados con ocasión de su contrato matrimonial de 1703, la producción misma de sus cuadros y su precio, y la estimación del inventario póstumo para su venta y disolución. Ariane James-Sarazin, de quien se ha tomado la información y el análisis que siguen en este capítulo dedicado a la fortuna de Rigaud, opina que en 1703 había acumulado aproximadamente 180.000 libras en cuadros, lo que parece muy poco comparado con las 500.000 que deja a su muerte. Al propio oficio de pintor y a su actividad lucrativa hay que añadir la de miembro de la Real Academia, donde terminó siendo rector y director, además de las distintas pensiones que los Edificios del rey le concedieron, o sea, 2200 libras. No sabemos si Hyacinthe Rigaud conservó bienes inmobiliarios, pues el terreno de Vaux que había comprado en 1694 a sus futuros suegros fue vendido rápidamente a Pierre Mériel, tintorero de seda, el 28 de marzo de 1703. Se piensa que a partir de esa fecha los bienes muebles del artista pasan de aproximadamente 20.000 a 68.000 libras, considerable cantidad en comparación con las 19.590 libras de la fortuna de un Largillière. Sobre un total estimado de 16.922 libras propuestas para la venta de los bienes de Rigaud el 29 de abril de 1744, exceptuando la plata y los objetos legados por testamento, Luis Billeheu, ejecutor del testamento de Rigaud, obtiene una suma de 30.514 libras, siete sous y seis deniers, «por el precio de la venta por el señor Boisse, subastador, de los muebles, pinturas, grabados, bronces y otros efectos mobiliarios que no han sido legados, deducidos los gastos de sellado, elaboración y venta.» Esto prueba la codicia de algunos coleccionistas y la especulación sobre lienzos probablemente sobrevalorados.
Pero el funcionamiento del estudio es caro y hay mucha demanda. Rigaud no duda en comprometerse y pagar alquileres para garantizar buenos ingresos. A las rentas, casi del doble de un contrato normal, se añaden los gastos de sus criados: su cocinera catalana, Anna Maria, viuda de Joseph Bro, la doncella de su esposa, Marie Madeleine Desjambes, y dos ayudas de cámara, Antoine Sauvageot, llamado «Champagne», secretario de Rigaud, y Claude Geoffroy. Pero desde 1703 hasta 1743, los ingresos, activos y pensiones de Hyacinthe Rigaud pasan de 12.735 libras al año a 8.686. Es cierto que está por encima del umbral de 5.000 que corresponde a la opulencia, pero el tren de vida del artista bordea el exceso. A su muerte, Rigaud posee un capital, en conjunto, aproximadamente igual al de su amigo el escultor François Girardon. Esto no le impide quejarse abiertamente al rey del rigor del «sistema de Law» y de las consecuencias directas de la caída del financiero John Law.
Si tenemos en cuenta solamente la descripción de su propia colección, hecha en 1703, y los testimonios de la época, sabemos que Hyacinthe Rigaud era un coleccionista experto. Componían sus fondos pinturas francesas, italianas y de la escuela nórdica, junto con sus propios originales y copias. A esto se añade el contenido de su piso, recogido en el inventario póstumo y, posteriormente, en el de la venta realizada tras la muerte en 1761 de su ahijado, Collin de Vermont, que heredó los fondos del estudio de su padrino.

### El «Van Dyck francés»
« Il prit pour son modèle dans le portrait le fameux Van Dick dont le beau pinceau le charma toujours et dans les premiers qu’il a faits on y voit cette belle exécution et cette fraîcheur de carnation, qui ne viennent que d’un pinceau libre et facile ; il s’attacha dans la suite à finir soigneusement tout ce qu’il peignait ; mais son travail ne sent pas la peine et, quoiqu’il tourne tout avec amour, on y voit toujours une belle façon de peindre et une manière aisée ; il a joint à l’aimable naïveté et à la belle simplicité de Van Dick une noblesse dans ses attitudes et un contraste gracieux qui lui ont été particuliers. Il a pour ainsi dire amplifié et étendu les draperies de ce célèbre peintre et répandu dans ses compositions cette grandeur et cette magnificence qui caractérisent la majesté des rois et la dignité des grands dont il a été le peintre par prédilection ; personne n’a poussé plus loin que lui l’imitation de la nature dans la couleur locale et la touche des étoffes, particulièrement des velours ; personne n’a su jeter les draperies plus noblement et d’un plus beau choix. »
«En el retrato tomó como modelo al famoso Van Dyck cuyo bello pincel siempre le encantó y en los primeros que hizo se ve esa hermosa ejecución y esa frescura de la tez, que solo proceden de un pincel libre y fácil; después se dedicó a acabar cuidadosamente todo lo que pintaba, pero su trabajo no muestra esfuerzo y, puesto que todo lo hace con amor, se ve en ello siempre una hermosa manera de pintar y un modo fácil; a la ingenuidad amable y la hermosa sencillez de Van Dick unió una nobleza en las actitudes y un gracioso contraste que le son propios. Amplificó y extendió, por así decirlo, los tejidos de aquel célebre pintor y esparció en sus composiciones esa grandeza y esa magnificencia que caracterizan a la majestad de los reyes y a la dignidad de los grandes, de quienes fue pintor predilecto; nadie ha llevado tan lejos la imitación de la naturaleza en el color y en el tacto de los tejidos, sobre todo del terciopelo; nadie ha sabido plasmar esos tejidos con mayor nobleza y más bello estilo.»

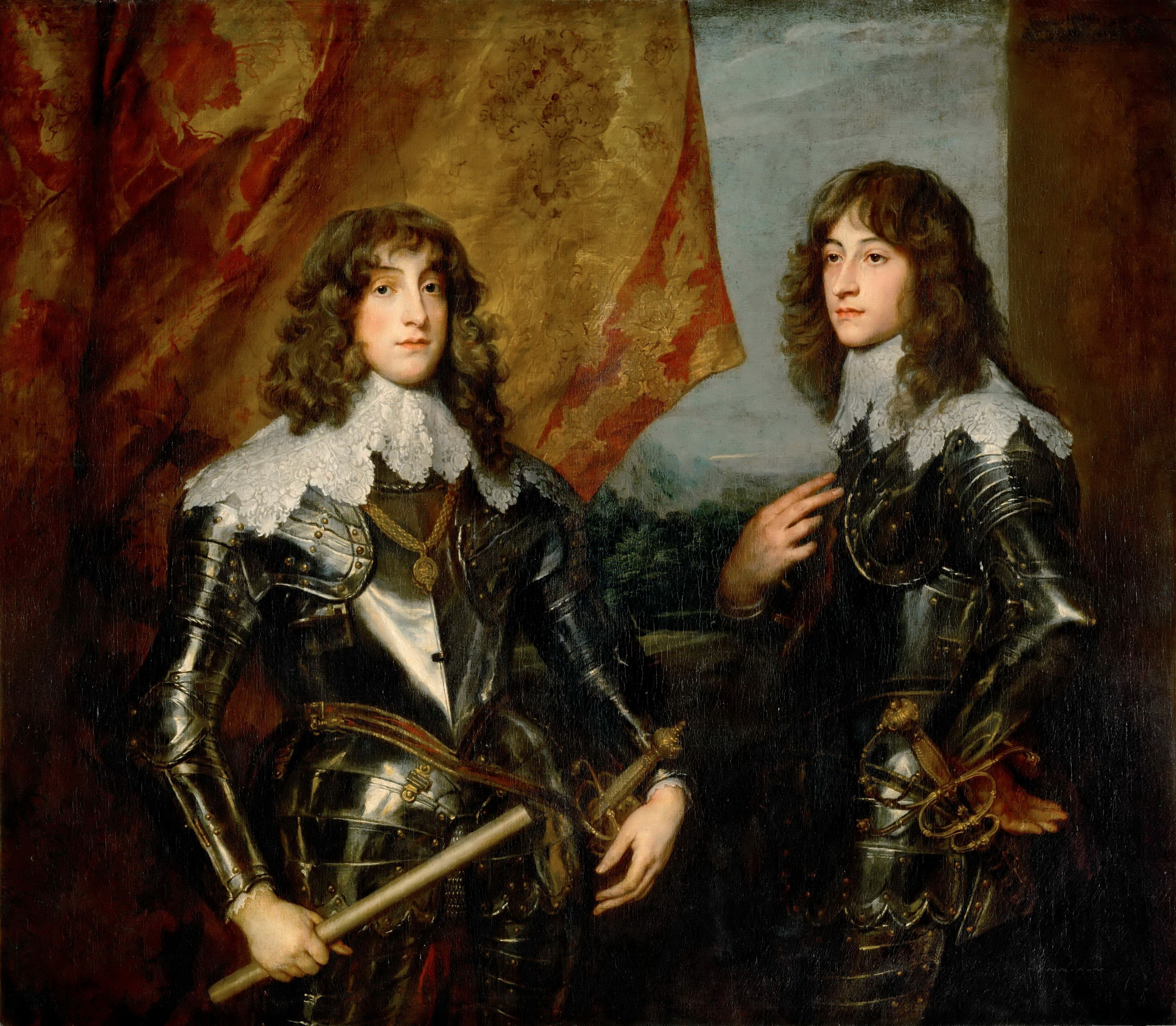
Les Princes Palatins por Van Dyck. París, Museo del Louvre.

Estos elogios, expresados en noviembre de 1744 por un ahijado agradecido a su tío que acaba de morir, dan testimonio de la gran fama de Hyacinthe Rigaud como imitador de Anton Van Dyck. D’Argenville va aún más lejos al admitir de entrada que «Francia ha perdido a su Van Dyck en la persona de Hyacinthe Rigaud».
El escritor amplia su elogio explicando al público aquello en lo que el catalán se acercaba al británico:

« Rigaud pouvoit être nommé le peintre de la nature, il ne peignoit rien que d’après elle : sans la copier servilement & telle qu’elle se présentoit à lui ; il en faisoit un choix exquis : étoffes, habillemens, jusqu’à une épée, un livre, tout étoit devant ses yeux, & la vérité brilloit dans tout ce qu’il faisoit. […] Les draperies qu’il sçavoit varier de cent manières différentes, & faire paroître d’une seule pièce par l’ingénieuse liaison des plis, faisoient sa principale étude. S’il peignoit du velours, du satin, du taffetas, des fourrures, des dentelles, on y portoit la main pour se détromper ; les perruques, les cheveux si difficiles à peindre, n’étoient qu’un jeu pour lui ; les mains surtout dans ses tableaux sont divines. »
«Rigaud podría ser llamado el pintor de la naturaleza; solo pintaba según esta, sin copiarla servilmente y tal cual se presentaba ante él; escogía de forma exquisita: desde telas y ropajes hasta un espada o un libro, todo se exponía ante sus ojos y la verdad brillaba en todo lo que hacía. [...] Los tejidos, que sabía variar de cien maneras diferentes y hacerlos aparecer en una sola pieza por el ingenioso engarce de los pliegues, fueron su principal objeto de estudio. Ya pintase terciopelo, raso, tafetán, pieles o encajes, había que tocarlo para deshacer el engaño; las pelucas y el cabello, tan difíciles de pintar, solo eran un juego para él; en sus pinturas, las manos, sobre todo, son divinas.»

Aprovechando la extraordinaria popularidad del retrato familiar en Francia a principios del siglo XVIII, Hyacinthe Rigaud hizo valer pronto su experiencia en Lyon con los comerciantes de telas y su estudio de las texturas obtenido en el taller de su padre. Al rechazar la tradicional representación idealizada de los rasgos de un modelo, imitó rápidamente la elegancia de los retratos flamencos e ingleses de Van Dyck, muchas de cuyas obras coleccionó y copió.
Así, en su sexto testamento de 29 de septiembre de 1735, Rigaud deja en herencia a su ahijado un «cuadro copiado de Van Dyck, representando al Príncipe Palatino y a su hermano el Príncipe Ruperto, cuyo original tiene el Rey». Este es probablemente el mejor ejemplo de homenaje del artista a su maestro flamenco. Este retrato de Carlos I Luis del Palatinado y su hermano Ruperto, sobrinos de Carlos I había sido vendido en 1672 a Luis XIV por el célebre banquero Everhard Jabach, a su vez cliente de Rigaud.
Quizá sea en 1682, cuando pinta el retrato de Charles de La Fosse, cuando Hyacinthe Rigaud conoce al coleccionista flamenco. Aquel era, de hecho, un gran amante de Van Dyck y fue uno de los profesores de Rigaud en la Academia y uno de los jueces que le otorgaron el Premio de Roma en octubre de 1682: «El señor de Lafosse estaba muy informado y era favorable a Rubens y a Van Dyck quienes, como él, se habían perfeccionado en la escuela veneciana, encontrando que estos dos pintores incluso habían llevado aún más lejos el conocimiento sobre la técnica de la pintura y habían superado a los venecianos en algunos aspectos del color».
A partir de 1703 otras ocho pinturas de Van Dyck están también presentes en la colección personal de Hyacinthe Rigaud:
- Una gran Virgen con ángeles.
- Un boceto de un burgomaestre de Bruselas.
- Un boceto de una Virgen.
- Un niño pequeño durmiente.
- Un rostro de un español.
- Un autorretrato.
- Una Fortuna.
- Un Asunción de la Virgen.

### Elogio póstumo

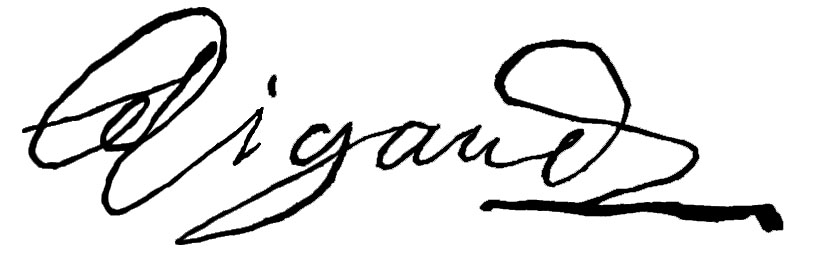
Firma de Rigaud extraída de uno de sus testamentos.

Vestido habitualmente con un abrigo negro o gris y con una roquelaure escarlata adornada con un entorchado y botones de oro, tocado con un sombrero de castor y provisto de su bastón con la empuñadura de pico, Hyacinthe Rigaud frecuentaba poco los salones y era discreto: «Tenía un gran corazón, era un esposo tierno, un amigo sincero, útil, imprescindible, de una generosidad poco común, de una piedad ejemplar y de una conversación amena e instructiva; ganaba cuando se lo conocía y, cuanto más se lo frecuentaba, más agradable era su contacto; un hombre, en fin, que había logrado llegar a tan alto grado de perfección en su arte y de una honradez tan reconocida merecía las distinciones y honores que todas las cortes de Europa le habían otorgado en vida y, tras su muerte, el pesar de todas las personas virtuosas y la veneración que los artistas tendrán siempre por su memoria».
A estas dulces palabras de un ahijado a su padrino pueden añadirse las de un fiel amigo, el historiador de la Academia Hendrick Van Hulst (1685-1754):

« Il est fort rare, Messieurs, de voir devenir susceptible de discussion ou de glose, des noms d’une certaine célébrité, après qu’ils ont été connus et admis partout et pendant une longue suite d’années d’une manière uniforme et invariable. Celui de l’homme illustre de qui j’ai à vous entretenir aujourd’hui, paroissoit même être moins en prise à cet égard que beaucoup d’autres, par l’honorable attention que n’a cessé de porter sur lui la ville qui lui a donné le jour, fière avec raison d’avoir produit un tel citoyen. Toutefois, s’il avoit fallu constater le nom légalement, et par le titre qui règle désormais celui de quiconque naît dans quelque état de la chrétienté, le nom d’Hyacinthe Rigaud, sous lequel nous l’avons connu avec toute l’Europe, ne se trouveroit être qu’une espèce d’extrait ou l’abréviation de son nom véritable […]. »
«Es muy raro, Señores, que sean susceptibles de discusión o de glosa nombres de cierta celebridad, después de haber sido conocidos y aceptados por todas partes y durante gran número de años de manera uniforme e invariable. El del hombre ilustre de quien hoy les hablo lo sería menos que muchos otros a este respecto, por la honorable atención que no ha dejado de otorgarle la ciudad que lo vio nacer, orgullosa con razón de haber dado al mundo un ciudadano así. Sin embargo, si hubiera que constatar su nombre legalmente por el título que desde ahora regula el de cualquiera que haya nacido en cualquier estado de la cristiandad, el nombre de Hyacinthe Rigaud, por el cual lo hemos conocido con toda en toda Europa, no sería sino una especie de extracto o abreviatura de su verdadero nombre [...]».

## Obras

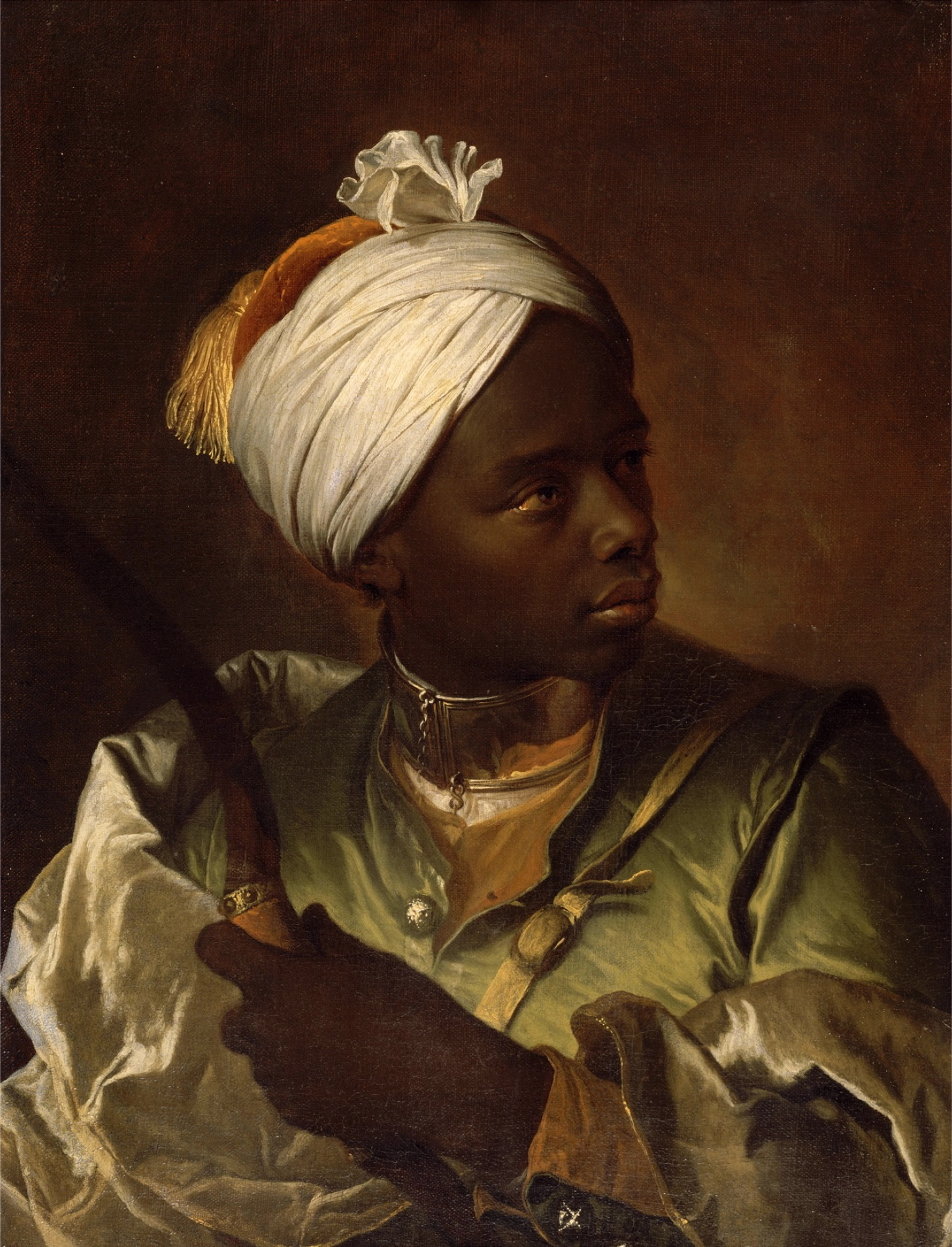
Jeune nègre tenant un arc, retrato del esclavo negro del príncipe Francisco Luis de Borbón-Conti, 1697.

Las obras del artista son muy numerosas. Los originales compulsados en los libros de cuentas del artista fueron revisados y publicados por Joseph Roman en 1919 bajo el título «Livre de raison».
Algunos ejemplos:
- Portrait de la princesse Palatine (Wikipedia en francés).
- Portrait du comte Sinzendorf (Wikipedia en francés).
- Portrait du duc d'Antin (Wikipedia en francés).
- Portrait d’Armand Jean Le Bouthillier de Rancé (Wikipedia en francés).
- Portrait d'Everhard Jabach (Wikipedia en francés).
- Portrait d'Anne-Jules de Noailles (Wikipedia en francés).
- Le Prévôt et les Échevins de la ville de Paris délibérant d’une fête en l’honneur du dîner de Louis XIV à l’hôtel de ville après sa guérison en 1689 (Wikipedia en francés).
- Portrait du cardinal d'Auvergne (Wikipedia en francés).
- Jeune nègre tenant un arc (Wikipedia en francés).

Existe una lista no exhaustiva de sus obras en Catalogue des œuvres d'Hyacinthe Rigaud (Catálogo de las obras de Hyacinthe Rigaud) en la Wikipedia en francés.